# 鉄道車両の台車史
鉄道車両の台車史（てつどうしゃりょうのだいしゃし）では、鉄道車両用台車の発達過程の概略を記述する。

## 前史
黎明期の鉄道車両の走り装置は、馬車の揺動防止機構を援用する所から出発していた。
これはイギリスにおける鉄道建設が1820 - 1830年代当時、同国で発達していた有料道路や有料運河と同列のものとして考えられ、旅客輸送については馬車の車輪だけを置き換えて軌道上を走行させるという運用形態がごく普通にとられていたことに一因がある。
馬車においては、かつては軸受が車体台枠部分に作り付けとなっていたが、後に重ね板ばねを用いて弾性支持することで乗り心地の改善が図られた。鉄道車両においても、車輪をフランジ付きの鉄道車両用車輪に置き換えただけで、後は車体を含め当時の最新技術である馬車の設計を踏襲し、あるいはそれどころか必要に応じて馬車の車体を車台部分から切り離して鉄道用車台に載せて客車として使用する、という輸送形態も一般に行われた。これらの事情から、最初期の客車から車体に作り付けではなく、当時の馬車に準じた軸箱と重ね板ばねによる軸箱支持機構で出発した。そのため、鉄道車両用台車は二軸車と呼ばれる、二つの輪軸と車体との間の位置関係が基本的に固定された最も原始的な構造で出発することともなり、輸送力増強の要請に対しては二軸車のままでの車体および軸距の延伸や、荷重増大に対処すべく一軸を二軸間に追加した三軸車によって対処された。これらの対処法もまた馬車の発達に倣って展開したもので、曲線通過に対する配慮に欠けていた。
このため、イギリスにおいては比較的長い車体に二軸あるいは三軸の輪軸を固定した客車が走行可能なように極力緩いカーブと直線を組み合わせ、地形的な障害等に対してはトンネル掘削と橋梁や築堤、高架橋の建設による立体交差化で対処する、現在の新幹線に近い平坦かつ良好な線形での建設を強いられることとなった。
しかも、車両の車体断面形状の最大値を規定する車両限界が馬車由来の小断面で策定された結果、イギリスの鉄道は以後も長く輸送力増強のたびに悩まされることともなった。
この方法論は既に都市圏が形成されていて確固たる輸送需要が期待でき、かつその建設に必要となる資金確保が容易であった当時のイギリスなどの先進工業国では容易であっても、鉄道建設そのものを社会的なインフラストラクチャー整備や地域開発の基軸に据える、「開拓」の手段として展開しようとしていたアメリカ合衆国や、多くの植民地群においては、主として資金面の事情から実現が困難であった。特に、東海岸と西海岸と称される人口集積や産業振興が容易な2つのエリア間にロッキー山脈やアパラチア山脈をはじめとする急峻かつ巨大山脈が横たわっていて、技術的にもその方法論の援用が非現実的であったアメリカの場合、状況は非常に深刻であり、建設費削減（トンネルの回避）のために地形に従って急曲線や急勾配を許容せざるを得なかった。このため、車軸が台枠に固定された二軸車・三軸車ではその曲線通過特性故に車体長が著しく制限され、需要に見合った輸送力が提供出来ない、というジレンマを抱えることとなった。

## ボギー台車の誕生
アメリカでは特に問題となっていた鉄道車両の曲線通過にかかる問題を、首振り式の台車を採用することにより解決した。この発想自体はかつての宗主国たるイギリスで既に、1821年にウィリアム・チャップマンによって「ボギー台車」として考案・特許申請されていた。この方式は、従来、車体台枠に軸箱支持機構を直接固定する方法を改め、短い台枠（台車枠）と軸箱支持機構を組み合わせて構成された2台以上の台車を用意して旋回可能とし、それらの上に従来よりも長大な車体を搭載するものである。こうすることにより、台車枠中央部に用意された枕梁（ボルスター）上に心皿と呼ばれる荷重を支持し牽引力を伝達し、さらに台車枠の旋回を案内するための台座を設け、この部品の上から車体に強固に固定されたセンターピンと呼ばれる部品を落とし込んで首振り可能とし、さらに心皿の左右に側受（サイドベアラー）と呼ばれる摺動しつつ荷重の分担支持を担当する部材を設置することで、急曲線通過を容易にした。
ボギー台車はイギリスではその採用の必要性が薄かったこともあって実用化されていなかったが、輸送力増強と線路条件の双方の事情から切迫した状況にあったアメリカでは1832年に蒸気機関車の先台車として採用され、1834年にはロス・ワイナンズによる特許申請とともにボギー車として客車にも採用された。以後アメリカでは先台車付蒸気機関車とボギー客車が急速に普及し、事実上の標準方式となった。そしてアメリカ以外の国でも台車は先台車（もしくは従台車）やボギー台車として次第に採用されるところとなり鉄道車両の大型化や安定走行に貢献することとなった。
アメリカでは当初、二軸車・三軸車の軸受装置と同様の重ね板ばねを使用するペデスタル式のシンプルな軸箱支持機構が採用されていた。だが、その後は劣悪な条件の軌道での追従性に優れる釣合梁（イコライザー）台車が、やはり蒸気機関車の先台車用として開発された技術を応用する形で導入され、これも爆発的な普及を見ている。
なお、この時期のアメリカでは鋼材よりもスプルースなどの良質木材の方がより容易に調達可能な状況にあり、鉄道車両、特に客車の台車枠を木製とする例が多く見られた。

## インターアーバンの台頭
台車の多様化の観点から重要な役割を果たしたのは、1890年代以降の交流による高圧送電システムの普及と歩調を合わせてアメリカで爆発的な普及を見た、路面電車およびインターアーバン（都市間電気鉄道）であった。

### J.G.ブリル社の展開
これらのインタアーバンでは、エジソンの部下であったフランク・スプレイグ（Frank Julian Sprague）の手によって確立された吊り掛け式モーターと架線集電を基礎とする簡潔なシステムをその基本とする。
スプレイグらによってリッチモンドで実施された、最初の電気鉄道実用化実験の際に電車用台車製作に参入し、以後のインタアーバンの隆盛によって大きな利益を上げた企業の一つに、J.G.ブリル社があった。

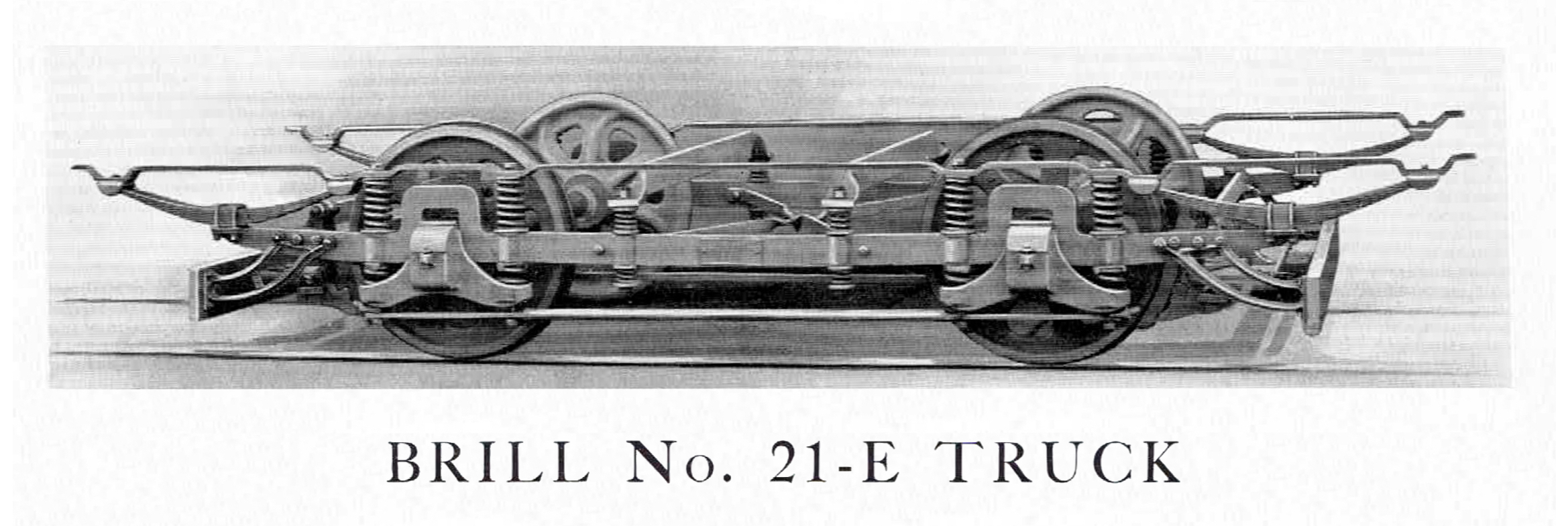
Brill 21E

馬車鉄道用客車製作で創業したブリル社は、当初、Brill 21E 単台車で名を上げた。同台車は路面電車用2軸単台車の代名詞的存在として世界中に広く普及し、かつ世界中のメーカーにライセンス生産品や模倣品を大量に製造されるほどの成功作となったのである。
もっとも、この成功はブリル社に大きな利益をもたらした一方で、路面電車およびインターアーバン向け車両市場の可能性に気付いた競合メーカーの台頭や新規参入を招いた。このため、それらとの競争の必要や急速に拡大する市場の、つまりより大型、高速、そして乗り心地の良い車両を欲する事業者の要請から、同社は新機構を備えた各種台車の開発に邁進した。
その開発過程で、ブリル社は成功作である21Eの構造を基本としつつ、ラジアル台車、マキシマム・トラクション台車（Brill 22E・39Eなど）、と次第に大型化してゆく車体に対応した台車の開発を進め、軸ばね式で細身の側枠にハンガーと釣り合いばねを介して線路方向に重ね板ばねを置き、その上に揺れ枕を載せて支持するBrill 27G→27GE→76E・77E、これを基本としつつ板ばねを長い下揺れ枕に置き換え、その上に枕木方向に重ね板ばねを置いて上揺れ枕を支えるBrill 27E、さらには釣り合い梁（イコライザー）を2軸間に渡してその上に側枠から下ろしたコイルばねを載せ、枕梁をそれとは独立した枕木方向の揺れ枕吊り（スイングリンク）で支持するBrill 27MCB、と量産に適した型鍛造による強靱な側梁を特徴とする独特の構造の2軸ボギー台車を電鉄各社に大量供給した。

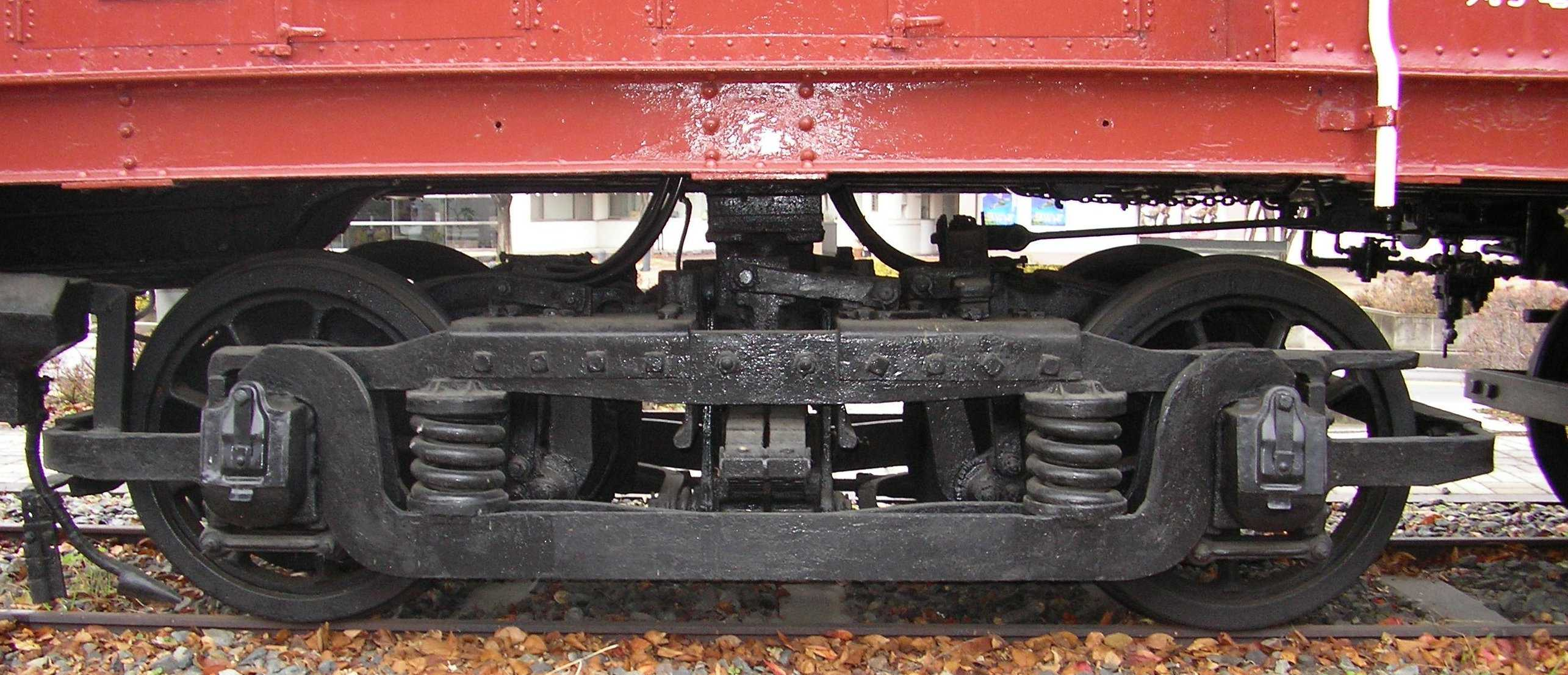
Brill 27MCB-2
MCB規格準拠のインターアーバン向け台車で、ブリル社純正品の証であるトラニオンとスナッパーが装着されている。

これら、中でも特にブリル社製電車用2軸ボギー台車の決定版となったとされる27MCBでは、通常の重ね板ばねだけではなくグラジエート・スプリングと呼ばれるコイルばねを組み合わせて必要に応じて異なった特性のばねが作用する巧妙な枕ばね機構、曲線通過時の旋回特性を改善すべくトラニオンと呼ばれる自在継ぎ手で側梁や横梁（トランサム）と揺れ枕部を連結する、現在のボルスタアンカーに相当する揺動抑止機構、それに揺れ枕のスイングリンクに組み込まれ、摩耗によるがたつきの除去に効果を発揮したボールハンガーおよびスナッパーなど、静かで乗り心地の良い台車を実現するために非常に先進的な機構が満載されていた。

### ボールドウィン社の展開
この、ブリル社による多様な電車用2軸ボギー台車製品の展開とその普及に立ちはだかったのが、A形台車、およびこれの荷重上限拡大版であるAA形、それに路面電車用低床台車のL形およびR形を展開したボールドウィン・ロコモティブ・ワークス（Baldwin Locomotive Works:BLW）社である。
元来がアメリカ最大の生産力を誇った大手蒸気機関車メーカーであり、2軸ボギー台車のルーツと言うべき蒸気機関車用2軸先台車の設計をインターアーバン用台車に展開する形で1900年代後半にこの市場に参入したBLW社は、釣り合い梁と揺れ枕吊りを備えたMCB規格準拠のA形台車を第1陣として、「世界の機関車工場」と謳われたその量産力に裏付けられた低価格と短い納期、それに長年の機関車設計で得られた優れた設計による高い信頼性を武器にインタアーバン向け車両用台車の市場で急速に台頭した。
特に処女作でありながら空前のヒット作となったA形は、78-25Aのように軸距（インチ数）と心皿上限荷重（×1000ポンド単位）を数字で示し、その後に形式名を示すアルファベットを付与するその型番が示すとおり、顧客の要求に応じて自由にそれらのスペックを変更可能とされており、ボールドウィンの創案になる優美な半月形の鍛造釣り合い梁、複列のコイルばねを天秤式で側枠と接続する巧妙な釣り合い梁のばね受構造、丈夫で変形時の修理の容易な可鍛鋳鉄（マリアブル）を使用する軸箱守（ペデスタル）、入手の容易な一般鋼材を組み合わせたトラス構造を採用した側枠など、実用的、かつ製造および保守の容易性に留意したその合理的な設計を見れば大ヒットを納得できる、優れた台車であった。

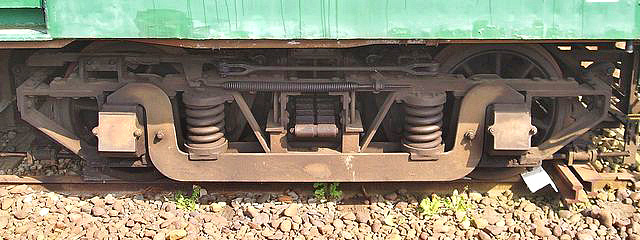
日本車輌製造 D14
Baldwin AAの模倣品の例。

このA形で示された基本コンセプトはその強化版に当たるAA形をはじめとする以後の同社製台車各種でも継承されており、特にBrill 27GE→76E・77E対抗として送り出されたL形およびR形でも釣り合い梁関連の特徴以外は全て継承された。
ライバルであるブリル社が量産では有利であるものの巨額の設備投資を要する製造法と各部機構の特許取得に邁進してコピー品との差別化やライセンス供与ビジネスの展開を図ったのに対し、入手の容易な部材を使用し生産性に優れた同社製台車は、普及期と第1次世界大戦の勃発が重なって入手難の状況がしばらく続いたためもあって、むしろそのデッドコピー品がブリル台車を駆逐する勢いで世界中に大量に普及することとなった。

## 低床化へのアプローチ
路上からの乗降を行う路面電車の場合、通常の鉄道車両とは異なる設計が求められる。具体的には、乗客の乗降の便を図る上では客室の床面高さを路面に近づけることが望ましく、古来より様々な方法が試行錯誤されてきた。
その最初期例となったのは、電気鉄道用2軸単台車としては空前のベストセラーとなったBrill 21Eを開発したブリル社が路面電車車両の大型化に対応して1891年に開発した、初の2軸ボギー台車であるBrill 22Eである。この台車は車体床面高さを低く抑えるために通常のボルスタと心皿を省略し、円弧状のガイドと、コンプレッションブロックと称するばね付きのピンを内蔵した支持架で旋回と牽引力を担当し、垂直荷重は側受を介して複列のコイルばねが負担するという、現在のボルスタレス台車の始祖とでもいうべき変則的かつ極めて複雑な構造を備えていた。この台車は同時に、動輪と従輪の2つの車輪径を違え、荷重を負担する側受の位置を動輪寄りに意図的にずらすことで動輪の粘着力を稼ぐ「マキシマム・トラクション」台車の最初期の例の一つでもあるが、これらの特徴的な構造・機構はいずれも、路面電車で求められる床面高さの引き下げと電動機を装架する動軸の粘着力確保を両立する方策として採用されたものであった。
もっとも、変則的な構造を備えるこのBrill 22Eでの試行は、一般的には事実上失敗に終わった。このため、ブリル社はこの野心的な設計を捨てて通常構造のボギー台車への移行を強いられ、Brill 27Gを筆頭とする高床を前提とする27シリーズを開発、一旦は低床台車の開発を中断することとなった。
そのため、各地の路面電車では、これらの通常の高床式ボギー台車を使用しつつ客室床面の低床化を図ることが試みられた。それは例えば台車間の台枠を引き下げ、後年の2階建て車体を備えるボギー車における1階床面と同様に、軌道面に近いレベルまでその部分の床面を下げる、といった方策であり、1910年頃にニューヨーク鉄道（New York Railway Co.）のヘドリィ・ドイル（Hedley Doyle）によって考案され、その名を取って「ヘドリィ・ドイル・ステップレスカー」（Hedley-Doyle Stepless Car）あるいは運行線区にちなんで「ブロードウェイ・バトルシップ」（Broadway Battleship）と呼ばれる中央出入り台式の車両が20世紀初頭の時点における部分低床車の代表例として知られている。

## 各国における技術開発の多様化
鉄道の実用化以来、長期にわたって単純な軸ばね台車や釣り合い梁式台車が一般的であった鉄道車両用台車であるが、20世紀に入る頃から列車運行速度の引き上げに対応し、これに適合する特性を備えた設計とすることが求められるようになった。そのため、1920年代以降、世界各国で高速台車の研究が進んだ。
もっとも、理論的な面での研究こそ進められつつあったものの、蛇行動が問題となるほどの高速域で営業を行う国は皆無に等しく、また各国とも戦争遂行や産業振興の必要性から高速化と相反する貨物輸送力の拡充が社会的に強く求められていたこともあって、高速化のためには必要だが円滑な貨物輸送の遂行には障害となるような軌道改良を積極的に進めにくい一面も存在した。
このように、高速台車開発が難しい状況ではあったが、乗り心地の改良の過程で蛇行動への対処が求められ、また列車運行本数の増大に伴う軌道破壊の急速な進行への対処策も必要とされたことから、既存の重ね板ばねによる軸ばね式台車やイコライザー式台車に代わる新型台車の研究開発は、列車の運行速度の引き上げと歩調を合わせて徐々に進んでいった。
だが、1964年、ヨーロッパ各国にとってはほぼノーマークの鉄道後進国と見なされていた日本の国鉄が、高規格の旅客鉄道を低速の在来鉄道から分離した東海道新幹線を最高速度210 km/hで営業運転開始したことでこの状況は一変することとなる。

### ドイツ
ドイツでは、早くからルール地方で製鉄が発達していたこともあり、良質のばね鋼の供給には不自由しない状況にあった。このこともあって同国ではドイツ連邦の下で各邦国が独自の鉄道経営を行っていた時代から、重ね板ばねの特性を最大限に生かした台車の開発が模索され続けており、重ね板ばねとリンクを巧妙に組み合わせた軸箱支持機構が20世紀初頭の段階で既に実用化されるなど、世界をリードする研究開発が行われていた。
ドイツ帝国成立後、1920年に新たに成立したドイツ帝国鉄道（Deutsche Reichsbahn）は、統合後D-zug向けとして最初の制式客車シリーズを設計するに当たり、ドイツ国内の有力車両メーカー各社へ呼びかけ、高速運転に適した台車の設計コンペティションを実施した。

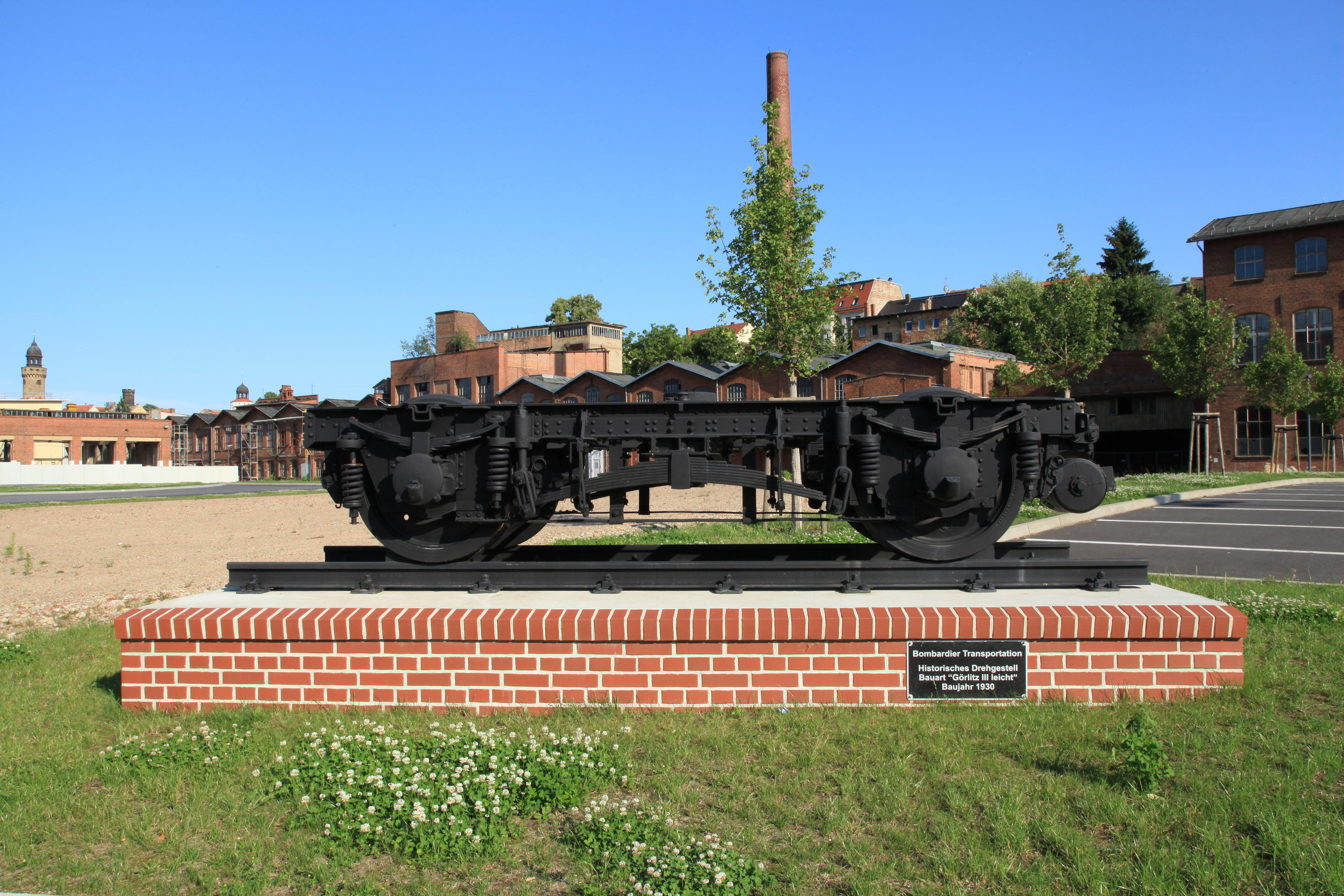
保存されているゲルリッツ III。

ここで長期にわたる検討の結果選択されたのが1923年にWUMAG（Waggon- und Maschinenbau AG Görlitz：ゲルリッツ客車機械製造所）が設計した、長軸距と長大な重ね板ばねを組み合わせたばね機構を特徴とする、ゲルリッツ式と呼ばれる高速台車である。
この台車は、荷重負担を担当する重ね板ばねと微振動吸収を目的とした2本のコイルばねを組み合わせた、門形のばね群による軸箱支持機構に加え、非常に長大かつ高剛性の重ね板ばねを2段リンク式で側梁から線路と平行に吊り下げ、これらに直交するように枕梁を直接板ばね上に乗せることで揺動周期の長周期化と蛇行動の引き金となる不安定速度領域の引き下げを実現するものである。

この台車の制式化は以後のドイツ帝国鉄道における速達列車の高速化に大きく寄与し、またその成功は他国での高速台車開発にも少なからぬ影響を及ぼした。

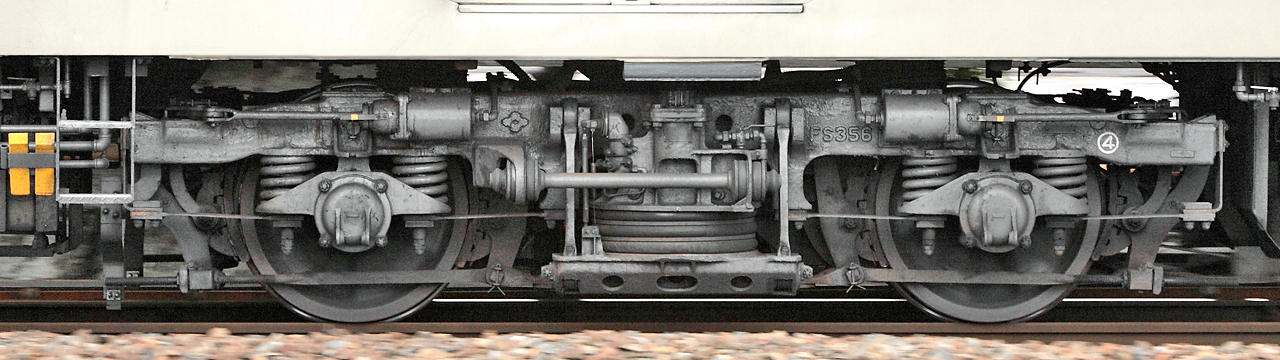
ミンデン・ドイツ式台車の例（住友金属工業FS356台車）

ゲルリッツ式台車そのものはドイツの国情に最適化して開発されたものであったため、他国に広く普及するには至らなかったが、そうした優れたばね鋼の特性を生かした軸箱支持機構開発の伝統は、ミンデン研究所で開発され、1950年代以降、ドイツ連邦鉄道（DB）の制式客車用台車として量産されたミンデン・ドイツ式台車を経て、やがてそれはICEでのカップリングフレーム台車の実用化へとつながって行くこととなる。
この技術のライセンス供与先である日本の住友金属工業では、新幹線車両用として高速走行特性を改良したIS式台車が生み出され、その後も、軸箱を上下2枚の板ばねで挟んだ片持支持とし、ミンデン・ドイツ式の弱点である占有面積の縮小や軽量化を実現したS形ミンデン台車、さらに板ばね支持基部へ防振ゴムを追加して枕木方向の柔支持による曲線通過特性を改善し、輪重のばらつきへの許容度を高めたSU形ミンデン台車を開発するなど、改良が続けられた。

### スイス

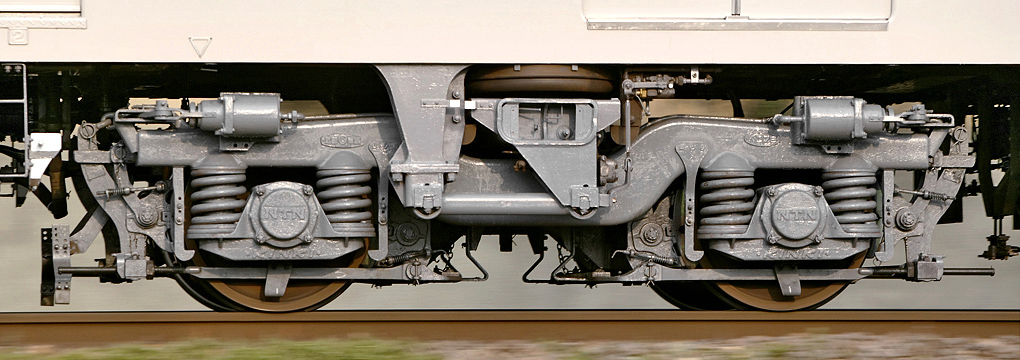
近畿車輛KD-76
円筒案内式ウイングばね（シュリーレン式）台車の例。

第一次世界大戦に伴う物流の停滞で油脂類の供給難を経験したスイス政府は、永世中立国としての自国の立場を維持してゆく上で、非常時に備えた国内に産出しない稀少資源の恒常的な消費量削減の必要性、中でも特に自国で一切産出せず輸入に依存する必要がある戦略物資である油脂類について、これまで以上に厳しく消費抑制を図る必要があることを強く認識した。
このため、特に物流の根幹となる鉄道においては、燃料消費を削減する目的で路線網の電化推進、軽量客車の開発、といった策が講じられたが、その一方で駆動システムや台車など、軸受や歯車などに油脂を大量に消費する機構部の設計について、可能な限り油脂類を消費しない代替メカニズムで置き換えるべく、その開発に巨額の費用が投じられた。
ここで誕生したのが、シュリーレン社（スイス・カー・アンド・エレベーター社。略してSWS社とも）やシンドラー社（en:Schindler Group）、それに兵器メーカーとしても著名なSIG社などにより、1930年代以降軽量客車用として開発・量産された円筒案内式台車である。
この円筒案内式台車はウィングばね式台車の延長上に位置するものであるが、油浸あるいは低摩耗材料による二重円筒をコイルばねの内側に収め、これにダンパーと軸箱の上下動を案内する機能を兼用させることでペデスタルを排し、乗り心地の改善と油脂消費量の低減を実現し、併せてプレス材溶接組立構造とすることで十分な強度を維持しつつ軽量化をも実現するという、画期的な設計であった。
この方式の台車は高精度な加工技術は必要であったが、その一方で以下のメリットが存在している。
- ウィングばね式台車と同様、各軸箱ごとに軸ばねが複列となって個々のばねのばね定数引き下げが可能となるため良好な乗り心地が得られる。また、軌道条件の劣悪な路線での使用にも適する
- 常に軸箱守と軸箱の間の間隔を監視・調整して一定に保つ必要があるペデスタル式とは異なり、分解検査時以外は特に調整を要しないため、台車本体の保守が容易で蛇行動が発生しにくく、高速運転に適する
- プレス材を組み合わせ溶接した軽量構造台車枠ゆえにばね下・ばね間重量が小さい。そのため軌道破壊が少なく保線上有利
- 軸ばねをエリゴばねなどとすることで降雪地域での使用に適する

このように軌道条件の厳しい路線に広範に適応可能であったことから、この方式はスイスだけではなく日本や中国をはじめ全世界的に広く普及する大ヒット作となった。

### イギリス

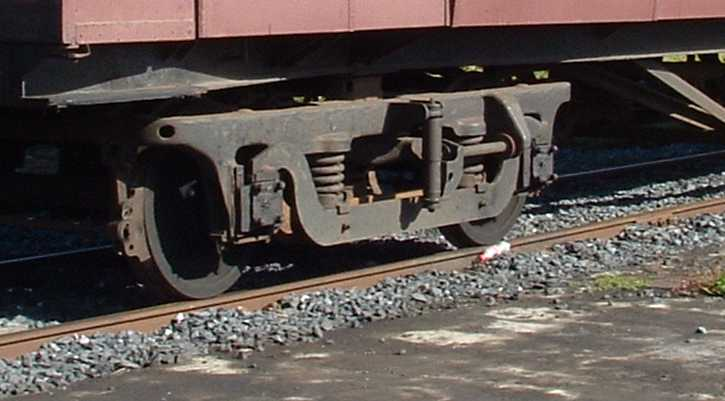
イギリス国鉄マークI客車用コモンウェルス形釣り合い梁式台車

イギリスはドイツと同様に製鋼能力に恵まれ、また軌道条件が一般に良好であったことから重ね板ばねによる古典的な軸ばね式台車が第二次世界大戦後の国有化後に量産されたマークI客車まで長く採用され続け、その一方で釣り合い梁式台車も同じくマークI客車の一部に採用されていた。
その一方で、新しい軸箱支持機構に関する基礎研究はその間も続けられており、例えば1951年には工業ゴム製品メーカーのメタラスティック社（Metalastik Limited）のアーチ・ハースト（Archie John Hirst）によって考案された、剪断方向の異なるシェブロン（山型）ゴムを交互に積層したものを2組ずつ横断面を台形とした軸箱と組み合わせることでペデスタルと軸ばねの役割を兼用させる、シェブロンゴム式軸箱支持機構の特許が成立していた。

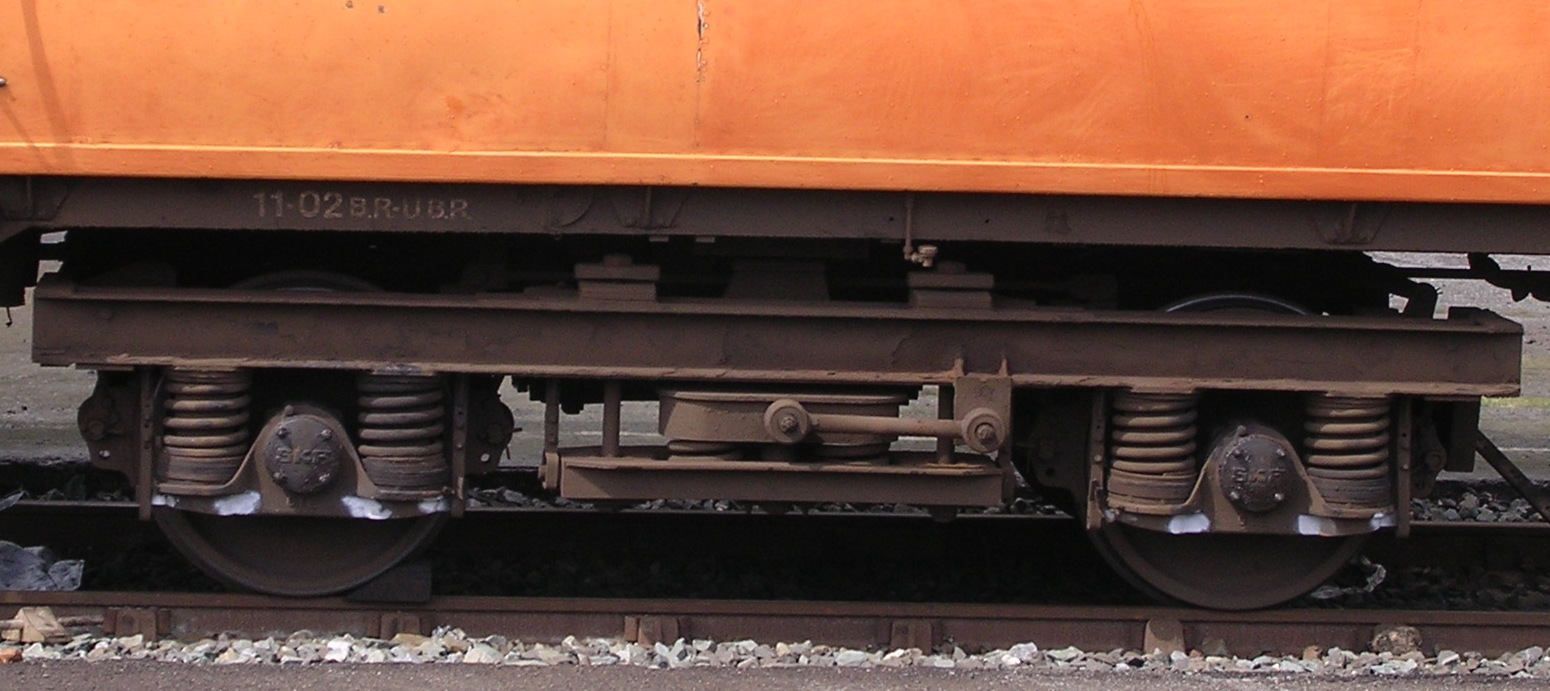
イギリス国鉄マークII客車用B4形台車

日本で東海道新幹線が開業した1964年より量産を開始したマークII客車では160 km/h運転を前提に円筒案内式軸箱支持機構と複列コイルばねと揺れ枕を組み合わせた枕ばね、それにボルスタアンカーを採用した近代的な設計のB4形台車が制式採用され、1972年より量産が開始されたマークIII客車では43形ディーゼル機関車のプッシュプルによるInter City 125での200 km/h運転実施を念頭に置いて軸梁式軸箱支持機構と揺れ枕上に置かれた空気ばねによる枕ばね、そしてディスクブレーキを備えたB10形台車が導入された。

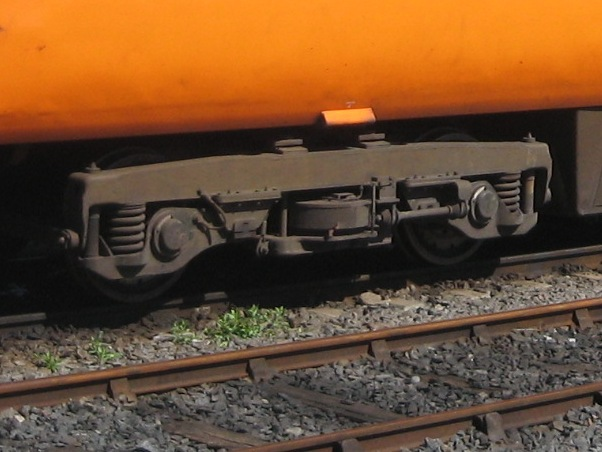
イギリス国鉄マークIII客車用B10形台車

もっともこれらはいずれも他国での採用よりやや遅れての導入となっており、英国病や鉄道斜陽化の時代にあってイギリス国鉄の技術開発力が低下しつつあることは否めない状況にあった。
その様な状況下で、1970年代に入り、イギリス国鉄は長期的な基礎研究の末にAPT（Advanced Passenger Train）と呼ばれる革新的な高速列車開発プロジェクトを具体化させてゆく。
1番手となったAPT-Eは1972年に完成したガスタービン動車である。
これはウィングばねによる軸箱支持機構とダイレクトマウント型の空気ばねを組み合わせた台車に、強制車体傾斜機構と、潤滑油に浸された羽根車の回転抵抗を利用した、液体変速機と同様の機構による流体ブレーキを備えるという極めて先進的な設計となっていた。このAPT-Eが245.1 km/hの速度記録を達成したことで自信を深めたイギリス国鉄技術陣は、APTの量産に向けてより本格的なデータ収集を行うべく、そしてオイルショック後の社会情勢に対応すべく動力車を電気動力に変更したAPT-P（APT-Prototype）を設計し、制御車1両を含む6両の付随車と1両の電動車を1ユニットとして6ユニット、編成としては3編成を1979年に製造した。このAPT-Pでは台車の基本的な配置こそ変更されなかったものの、軸箱支持機構については改良が施され、ウィングばねに片持ち式の長い板ばねを組み合わせた日本のIS式台車に近い機構が採用された。
このAPT-Pは試験時にAPT-Eを上回る261 km/hの速度記録を達成したものの、試験的な営業運転を厳冬期に開始した結果、流体ブレーキの潤滑油凍結に起因するブレーキ緩解不良による走行不能など、試験中に想定しえなかった問題が台車周りを中心に続出した。そのため、最終的にイギリス国鉄はこのAPTの開発計画を断念し、以後は在来型の機関車で高速運転を実施することに方針転換せざるを得なくなった。
かくして1989年には従来型の機構による91形電気機関車と新設計のマークIV型客車の組み合わせによりインターシティ225の運行を開始した。しかしマークIV型客車の台車は揺れ枕を廃止してダイレクトマウントとしたものの、軸箱支持機構をマークIII型と同系の短腕型軸梁式とするなどその設計はやや保守的なものとなっており、APTで開発された新技術の多くはそのまま潰え去る結果となっている。

### フランス
第二次世界大戦前には国内に大私鉄が多数存在していたフランスでは、アメリカ合衆国と同様、軌道条件が劣悪な線区が存在したこともあり、鉄道国有化後の1938年に設計された最初の制式客車である Voiture DEV AO 以降、大私鉄時代の客車用台車を基に設計されたY16と称するイコライザー式台車の採用が長く続けられ、1950年より量産がスタートした Voiture DEV Inox と呼称する一連の近代的なステンレス製客車シリーズでも当初はこの伝統的な設計のイコライザー式台車が採用される状況であった。SNCFが台車の改良による高速化に本腰を入れるようになったのは、日本の東海道新幹線にSNCF首脳陣が衝撃を受けた1960年代中盤になってからである。
このような事情から、1967年にル・キャピトール（Le Capitole）が最高速度200 km/hで営業運転を実施する際に開発されたY28や、それに続くコライユ形客車用Y32などで軸梁式を採用するまで、SNCFは実に30年近くにわたってばね下重量は大きいが追従性の良い釣り合い梁式台車に固執し続けた。このことは、 SNCFが承継したNORDやPLMをはじめとする旧6大私鉄それぞれの路線建設方針の相違等の事情から軌道条件の整備・統一が難しかったことと、鉄道先進国として知られたSNCFの車両行政担当者して、追従性ではやや見劣りするもののばね下重量の少ない新型台車の積極的な採用をためらわせるほどに劣悪な軌道条件の線区が長く存在し続けたことを示している。
1960年代以降はTGVを含めて直進安定性に優れる軸梁式台車の研究が進められたが、枕ばねについてはドイツと共に優れたばね鋼が得られることを背景として、SNCFは長くコイルばねの使用に固執した。その一方で、積層ゴムによる軸箱支持機構の研究も進められ、TGV PSE用Y230（動力台車）・Y231（付随台車）では円筒積層ゴム式の軸箱支持機構を長軸距（軸距3,000 mm）のウィングばね配置で設置し、かつ枕ばねをコイルばねの横剛性に依存するボルスタレス構造とした。さらに、Y230では主電動機を車体装架とし、さらに駆動装置の質量の約半分を車体装架とすることでボルスタレス構造の採用と併せて台車のばね間質量の大幅な低減と慣性力の削減を図り、また、Y231では連接車であることを生かして枕ばねの支持高さを重心近くまで引き上げることでローリング特性を大きく改善することに成功するなど、鉄道技術先進国としての威信をかけて様々な工夫を凝らした精緻な機構・設計が導入されている。もっとも、このTGV PSEの方式では車体間の前後動（加減速時の衝動）が大きいという問題があり、また、コイルばねによる枕ばねでは高速走行時に発生する微振動の吸収が充分には行いきれなかったことから、後継となるTGV-A以降では車体間の上下に各2本ずつ前後動を抑制する車体間ダンパの追加が実施され、加えて枕ばねが空気ばねに置き換えられている。また、TGV-A以降では軸箱支持機構についても乗り心地や微振動対策としてY32などと同様の短腕型軸梁式に変更されている。

### イタリア
1939年に201 km/hの速度記録を達成したETR200を筆頭として、第二次世界大戦前よりいわゆるカルダン駆動方式を採用した動力分散方式による電車列車の実用化に先鞭を付けていたイタリアでも、ドイツのゲルリッツ式台車に近い構造を採用する高速列車向け台車の研究開発が地道に続けられていた。
もっともイタリアの場合は山がちな地形に起因する線形面での制約から、最高速度向上よりはむしろ曲線通過性能の改善に対する関心の方が格段に強く、戦後製造されたETR300“セッテベロ”でも幾分かの改良はあったものの、このゲルリッツ式近似構造の台車を採用している。
また、TEE用に開発されたALN 448形気動車では円筒案内式台車を採用するなど、戦後はドイツではなくスイスの影響が強く現れるようになっており、その後はフランス系の軸梁式台車が導入されるなど、軸箱支持機構については独自開発の方式を大々的に採用するような状況とはなっていない。
その一方で、後述するように曲線通過性能を改善するための車体傾斜式車両（ペンドリーノ）の開発が1940年代から精力的に行われた。もっとも、当時の技術では応答性の点で満足な性能のものが完成せず、これは最終的に電子回路技術が急速に発展した1970年代に入り、イギリス国鉄のAPTプロジェクトで開発された技術を導入することで問題の解決が図られた。
こうして完成したペンドリーノだが、1975年に試作車であるETR401が完成したものの量産車となるETR450は高速新線建設計画を巡る紆余曲折から営業運転への投入が著しく遅れ、ETR401完成から13年を経た1988年よりようやく営業運転を開始している。
なお、これらETR401・450は強制車体傾斜式による曲線通過性能の向上に加え、在来線では最高200 km/h、高速新線では最高250 km/hでの運転を可能としている。これらの台車はいずれも直進安定性の点で有利な軸梁式軸箱支持機構を採用し、軸ばね・枕ばねはコイルばねとなっている。

### アメリカ合衆国

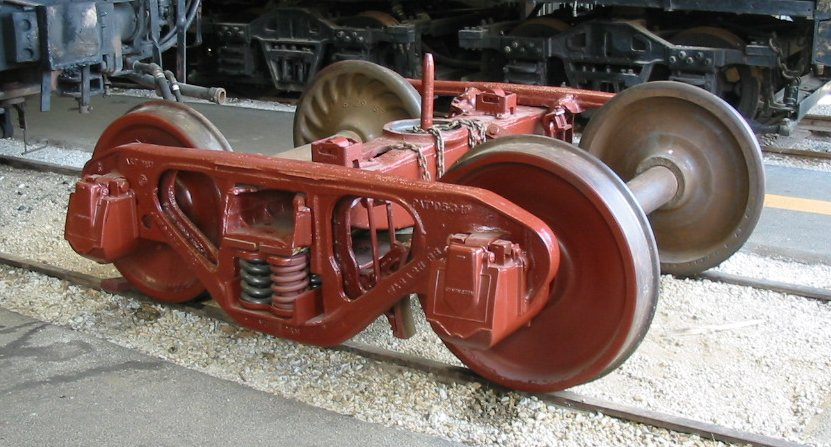
一体鋳鋼製ベッテンドルフ型台車の例

20世紀前半のアメリカ合衆国（以下アメリカ）では、ペンシルバニア鉄道をはじめとする一部の先進的な鉄道会社でウィングばね式台車や新設計の軸ばね式台車の導入が始まっていたが、一般的にはフランスと同様に軌道条件の問題から、その後も長くイコライザー式台車を主力とせざるを得なかった。
だが、そうした機構面での技術的停滞の一方で、1920年代以降、アメリカでは台車の一体鋳鋼化による、組み立て工数の削減と剛性の向上、つまり構造面での技術開発が急速に進展した。
鋳造技術の進歩は、気候面で空気が乾燥していて鋳造に有利な条件が揃っていたことによる製造コスト削減の容易化がその背景にあり、同時にメンテナンスフリーによる保守経費削減を特に重視するアメリカの鉄道会社各社の伝統的方針と、台車枠全体の一体鋳鋼化で得られる高剛性がもたらす直進安定性の向上や設計上の自由度確保を狙う設計サイドの思惑とが合致したことによるところも大きかったとされる。
その性質上多数の台車が必要となる貨車用には、調達・維持の両コストを低く抑えられる一体鋳鋼製台車枠は特に好適であり、軸箱をトラス構造の側枠に軸ばねを介さず直接結合したアーチバー台車をそのまま一体鋳造したようなベッテンドルフ型と、更なる組み立ての簡素化を狙ったその亜種が多数出現し、大きな成功を収めた。
こうして経済的でしかも剛性が高く性能が良い一体鋳鋼台車枠は1920年代以降アメリカの鉄道に急速に普及し、イコライザー式台車やウィングばね式台車、それに軸ばね式台車など、それぞれの目的や必要にあわせて設計されたものが、複雑な鋳型形状をものともせずに大量生産された。
もっとも、アメリカでは貨物輸送主体で鉄道事業者側の旅客列車の高速化への意欲も薄かったことから、保守コストの低減が一定のラインに到達した後は、台車改良への取り組みに対する熱意は薄れ、貨車用を中心にメンテナンスフリー化につながる技術は逐次導入されたが、乗り心地の改善につながる新技術の導入はなかなか進まなかった。
かくしてアメリカでは、PCCカー用台車開発やバッド社によるパイオニアIII 1自由度系軸箱梁式台車の開発など、主として路面電車やインターアーバン向けには見るべき技術開発があったものの、大陸横断鉄道を主軸とする大手私鉄では第二次世界大戦後も長期間に渡ってイコライザー式台車の量産が継続した。

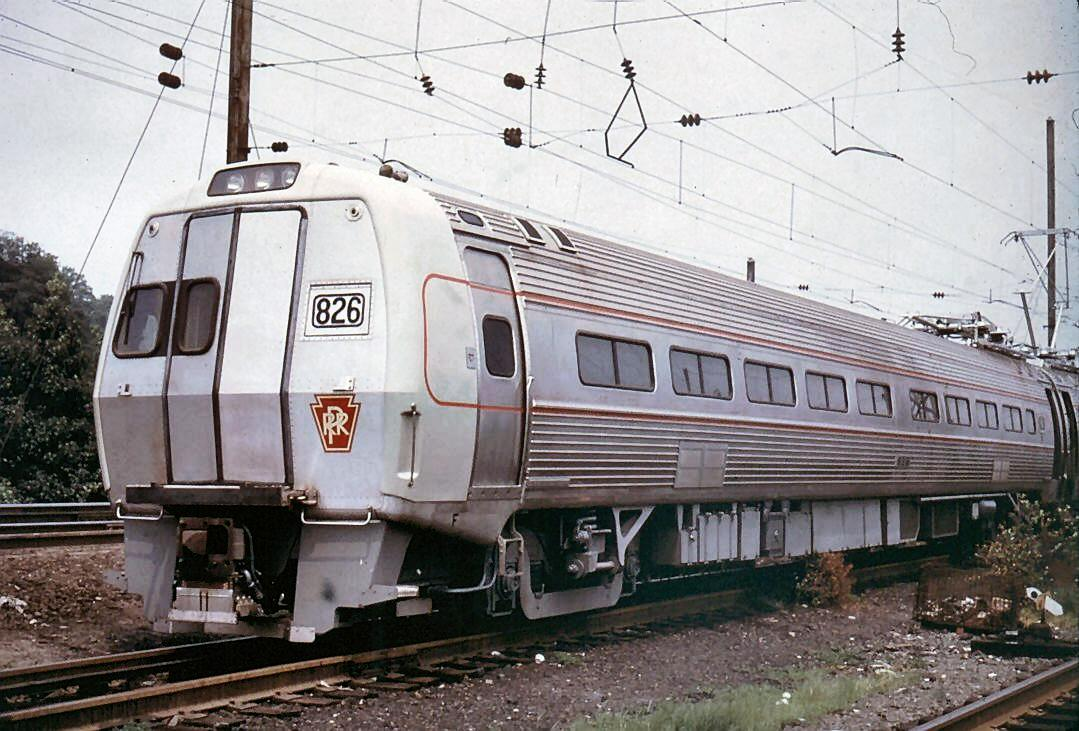
「メトロライナー」形電車
近代的な枕ばね周辺とミスマッチな釣り合い梁に注目。

そればかりか、遂には日本の新幹線電車に影響されて1968年に北東回廊向けとしてペンシルバニア鉄道が導入した、時速160マイル超での走行が可能とされるメトロライナーまでG.S.I社製イコライザー式台車を装着して製造されるという驚くべき技術的停滞が発生した。
その後はアメリカの旅客鉄道産業そのものが壊滅状態に陥ったこともあって、1970年代以降のアメリカにおける鉄道車両用台車の研究開発は事実上断絶状態となっている。

## 日本における多様化

### 高速台車振動研究会
後進工業国として、長く欧米からの技術を受け止めることに汲々としてきた日本の鉄道工業界にとって一大転機となったのは、第二次世界大戦の敗戦と、それに伴う航空機産業の禁止であった。航空産業にとっては致命的と言って良い打撃となったこの決定は、しかし優秀な航空技術者を受け入れる立場となった鉄道・自動車産業界には非常に大きな恩恵を与えるものであった。
特に、この時に航空技術者からもたらされた、ワグナー（Herbert A. Wagner）の薄板による張力場理論を基礎とする張殻構造の設計ノウハウとフラッター現象の分析に由来する振動現象の理論的研究の2つは、日本の鉄道・自動車産業史をこれ以前と以後に峻別させるほどの重大な影響を及ぼした。それは鉄道車両用台車も例外ではなく、中でも後者はその第一人者であった松平精が国鉄の鉄道技術研究所に入り、蛇行動に関する研究を行うようになったことで、これまでは半ば設計者の勘に頼る形で行われていた構造設計について、理論モデルに従った机上計算により合理的に行えるようになる、という劇的な変化が生じることとなった。
その大改革に主導的役割を果たしたのが、1946年（昭和21年）に松平が在籍する鉄道技術研究所を中心に、国内の台車メーカー各社が参加して設立された高速台車振動研究会である。蛇行動に関するこの研究会による研究成果については後述するが、この研究会ではガタが生じやすく蛇行動の原因の一つと目された、伝統的なペデスタルを使用する台車からの脱却が強く模索され、この時期以降、日本の台車メーカー各社で多種多様な方式・構造の軸箱支持機構が研究開発された。この時期の理論・実践面での膨大な研究と試行錯誤による経験の蓄積は、やがて新幹線の成功に至る日本の鉄道高速化の道筋を形成することとなる。

### 蛇行動の克服
鉄道車両の輪軸においては通常、曲線区間での自己操舵を成立させるために円弧踏面を備えた車輪を車軸に固定してある。
しかしながら、この構造で2軸ボギー台車を構成する場合、限界速度域での自励振動による蛇行動現象の発生は不可避であり、安全な列車運行のためにはこの限界速度が実用速度域よりも高い速度となるよう、台車を設計する必要がある。
この問題は長く重要視されていなかったが、高速台車振動研究会の発足後、日本においてはこの分野での研究が急速に、そして飛躍的に発展した。
これはまず高速化実現の方策の一つとして研究が進められ、松平らによる精密な模型を用いた振動試験の成果を反映する形で、蛇行動対策として高剛性の鋳鋼製側枠を使用し、軸距を伸ばし、さらに軸箱剛性を高く設定した新型台車の開発が進められた。
この構想に忠実に従って設計された台車の一つに扶桑金属工業FS-1がある。ユーザーである国鉄と南海電鉄が与えた形式名をそれぞれDT14（TR37）・F-24と称するこの台車は、新しいウィングばね式の軸箱支持機構を備え、従来通り重ね板ばねによる枕ばねを揺れ枕で支える、過渡的な形態を備えていた。だが、それでもこれは在来品と比較して優秀な乗り心地と走行特性を示し、高速台車振動研究会の研究成果を実証するものであった。
もっとも、大型鋳鋼製部品を用いた台車枠は高剛性が確保できる一方で、重量が過大となる傾向が強くばね間重量が大きくなるため軌道保守の観点からは受け入れがたい面があり、また長大な軸距は床下機器艤装スペースの確保や曲線通過時の転向性能の低下といった観点で難があった。このため以後はより軽量かつコンパクトで、ばね下重量の少ない方式の模索が行われ、カルダン駆動方式など駆動システムのばね上装架への移行と歩調を合わせ、台車枠全体について大幅な軽量化を図った鋼板プレス材溶接組み立て構造への移行、過大と見なされた軸距の短縮による適正化、新しい軸箱支持方式の導入、といった新設計の導入が進んだ。
この段階で注目されるのは、航空技術者が多数参加した新興車両メーカーである東急車輛製造が東急5000系（初代）のために1954年に開発したTS-301である。これは徹底的な軽量化実現のため、台車枠全体についてプレス材による全溶接構造を採用し、さらにコイルばねが備える横剛性に注目し、これと振動の減衰特性に優れたオイルダンパーを併用して枕ばねとすることで揺れ枕を省略、側梁と枕梁の間の前後力をボルスタアンカーで伝達する、インダイレクトマウント台車の日本における鼻祖となった形式であり、この台車で採用された各種要素技術はその後の日本のメーカー各社による台車開発に大きな影響を与えた。
このTS-301で採用された、単列のコイルばねの横剛性に依存する形のインダイレクトマウント方式を旅客車用として直接模倣するメーカーはほぼ皆無であったが、前述の空気ばねを枕ばねに採用し、横剛性を左右動ダンパーと過大左右動ストッパーの併用で確保する構造のインダイレクトマウント方式は、保守上の理由などで後述するダイレクトマウント方式の導入に難色を示した各社で採用され、また初期の採用例の一つとなったボルスタアンカーは揺れ枕式の台車でやはり側梁と上揺れ枕間の牽引力伝達手段として、あるいは側梁と上揺れ枕間を結合することで常用速度域での蛇行動減衰特性を確保する手段としてこの時期以降、各社で多用されるようになった。

### 新たな軸箱支持機構の開発
こうして、高速台車振動研究会での蛇行動の研究が進んだことで高速台車に要求される特性が次第に明らかとなり、直進安定性の向上と、ばね下重量の軽減の2つが特に強く求められるようになった。後者については電車における主電動機装架方法の変更、つまり駆動システムをスプレーグ以来の吊り掛け駆動方式からカルダン駆動方式へ変更することで大きな成果が得られたが、同時に台車側でも対処が求められ、台車メーカー各社は先を争うように新型の軸箱支持機構開発に邁進することとなった。
高速台車で必要となる軸箱の支持には、台車枠から左右の下方にペデスタル（軸箱守）を出し、軸箱がその間に挟まって上下に摺動する形式が基本だが、摺動部が摩擦により消耗するので摺動部を定期的に交換する必要がある。一方、円筒案内式や軸梁式、リンク式では摺動部がないため管理が容易になる。円筒案内式にはオイルダンパー作用を持たせた湿式と、それを持たない乾式がある。ゴム支持は主として路面電車等に利用されている。
軸ばねの設定については主として標準軌を採用し乗り心地と曲線通過特性のために柔らかく設定する会社（京急など）と、曲線通過特性の有利な狭軌のために安定性を重視して堅めに設定する会社（JR各社等）がある。
一時は軸ばねのストロークが小さいため軸箱の支持については軽視されていた傾向があったが、最近は営団日比谷線中目黒駅構内列車脱線衝突事故の解析等によりボルスタレス台車では輪重のばらつきと高い軸箱支持剛性が脱線の原因となることが指摘されたため、軸箱の支持剛性を下げ、軸ばね定数も下げる傾向がある。このため一時多用された軸箱支持剛性の高いSU型ミンデン式の採用が減り、ゴムブッシュにより剛性を最適化した軸梁式やリンク式が増える傾向にある。
1948年以降に日本で研究開発が進められた軸箱支持機構（海外からのライセンス導入を含む）とメーカーの組み合わせは以下の通りである。
- ウィングばね式

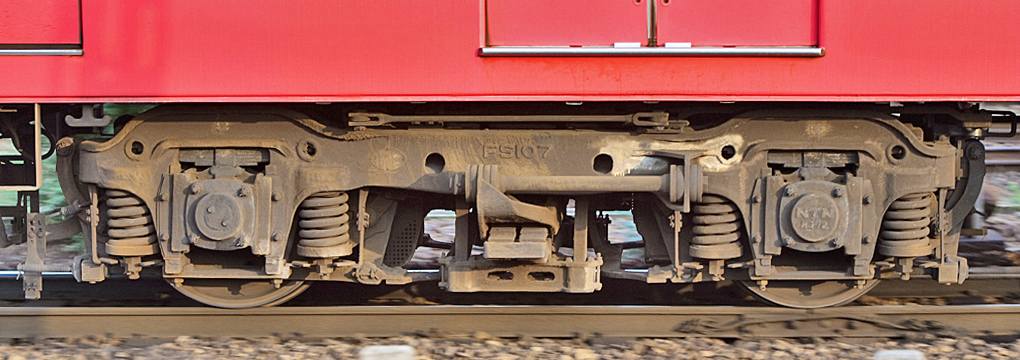
住友金属工業FS107
重ね板ばねを用いたウイングばねの上天秤以外、範をとったとされるゲルリッツ式との共通点はない。

  - 住友金属工業（ペデスタル（軸箱守）ゲルリッツ式）: 1951年
  - 汽車製造（ペデスタル（軸箱守）上天秤式）: 1951年
  - 日本車両製造（ペデスタル（軸箱守）上天秤式）: 1951年
  - 汽車製造（円筒案内式 シンドラー式）: 1954年
  - 近畿車輛（円筒案内式 シュリーレン式）: 1954年
  - 日本車両製造（円筒案内式、SIG式）: 1958年
- 軸梁式
  - 川崎車輌（OK形）: 1948年
  - 三菱重工業（MD形）: 1948年
  - 日立製作所: 1950年
- リンク式
  - 住友金属工業（アルストーム式）: 1954年
- 板ばね式
  - 住友金属工業IS型ミンデン式（前後板ばね支持）
  - 住友金属工業S型、SU型ミンデン式（片側上下板ばね支持）
- ゴム支持式
  - 環状ゴム支持式
  - シェブロンゴム支持式（前後積層ゴム）
  - 日本車両製造円錐積層ゴム支持式

### 空気ばね

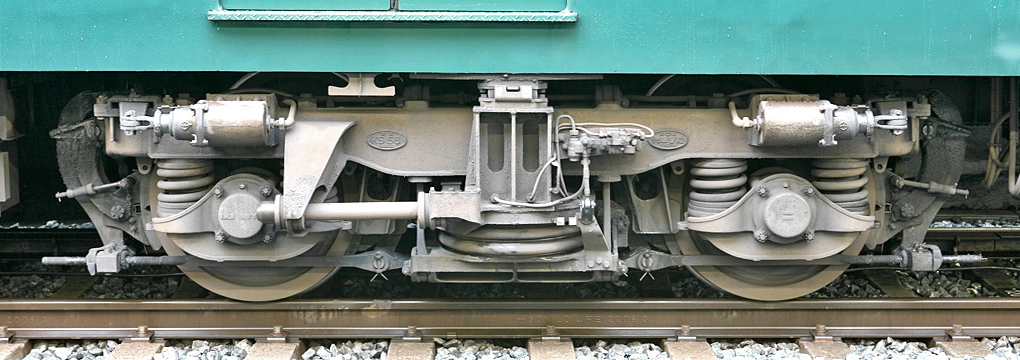
汽車製造KS-58
初期の空気ばね台車の例。

サスペンションのばねとして空気圧を利用する空気ばねは、第二次世界大戦前の黎明期の事例では、金属製の二重円筒などが使用されたことが確認されている。もっとも、これらは着目点は優れていたものの、構造・工作面での不備や金属疲労や摩耗に起因する耐久性の欠如などによって充分な成功が得られず、広く普及するには至らなかった。
この空気ばねが実用的な形で広範に利用可能となり、また実際に利用されるようになったのは、第二次世界大戦後のことである。自動車用タイヤからの技術的な援用によるゴム製ベローズを使用するものが、アメリカでグレイハウンドなどの長距離都市間バスを中心に遅くとも1940年代には一般化していた。これはベローズ形の空気ばねで車体を支持し、高さをレベリングバルブと呼ばれる圧力調整弁で一定に保持するという、以後の空気ばねの基本となるシステムを既に備えていた。車載のエアコンプレッサーで圧縮空気を確保するセルフレベリング機能付の自動車用空気ばねの着想は早い時期から存在し、確認可能な範囲でも1921年の米国特許1371648号（"Pneumatic spring-support for motor-vehicles" Frank, Schmidt 1919年出願）等の古い例があるが、初期にはやはり金属シリンダーを用いるものが多く、実用域に達したのは耐久性に優れるゴムベローズを利用できるようになった1940年代以降である。
鉄道車両への応用も行われ、1953年、アメリカでは、ゼネラルタイヤ（General Tire）とティムケン・カンパニー（Timken Company）の共同研究により貨車用台車への空気ばね適用が試験され、プルマンによるトレインX、バッド・カンパニーによるパイオニアIIIなどの軽量化を狙った客車で空気ばねが採用された。一方で、当時既に斜陽化が指摘されていたアメリカの鉄道界では、低湿度で路盤が強固であるという事情も手伝って、これを鉄道車両に積極的に応用しようという動きは鈍かった。また、当時鉄道先進国と目されていた西ドイツやフランスなどのヨーロッパ各国でも事情は同様で、枕ばねとしてはコイルばねに防振ゴムを巻いたエリゴばねで満足できる乗り心地が得られていたこともあって、空気ばねの採用に対する関心は薄かった。
日本での空気ばねの鉄道車両への応用としては、1948年頃から日立製作所笠戸工場で空気ばねの研究が進められ、1950年には横浜市電の台車用として試作され、実車試験まで行われた。しかし、この研究は金属ベローズの疲労強度上の問題により成功には至らなかった。その後、空気ばねの研究は一時途絶えていたが、1950年代当時新型台車の開発に精力的であった高田隆雄（1909 - 1989）を中心とする汽車製造の設計チームと同社製台車の主要な顧客であった京阪電気鉄道の二人三脚によって再び実用研究が推進されることとなった。。
1955年に京阪電気鉄道に最初に納入され、1956年8月より同社の1750型1759で試用が開始されたKS-50では、ゴム製空気ばねの寸法的制約から、設計陣の希望する大径のベローズ式空気ばねが採用できず、枕ばねの空気ばね化が叶わなかった。このため、やむを得ず円筒案内式（シンドラー式）軸箱支持機構を備える台車の軸ばね計8本を空気ばね化するという複雑な構造が選択され、枕ばねはコイルばね＋オイルダンパーのままとされている。
この試作台車は試験開始後、曲線が多く過酷な軌道条件の京阪線において大成功を収めた。ここでは振動の減衰特性に優れ、しかもレベリングバルブによる空車時と満車時との積空差の自動吸収で床面高さを一定に保てるといった空気ばねの優れた性質が明らかとなった。しかも、一種の妥協策として軸ばねを空気ばねとしていたことがきっかけとなり、ひとつの興味深い技術成果が得られることにもなった。空気ばねによる軸ばねの優れた減衰特性を期待して枕ばねをロックし試験走行を実施してみたところ、走行特性はそれほど低下しなかったものの、乗り心地の著しい低下が発生することが確認されたのである。これにより、走行特性を支配する軸ばね（1次ばね）と、乗り心地を支配する枕ばね（2次ばね）の分担関係が明らかとなり、従来経験則で決定されていた台車のばね定数決定についてのモデル化が可能となって以後の台車設計に大きな影響を残している。
この後も汽車・京阪のコンビは、当初の希望通り大径のベローズ式空気ばねを枕ばねに用いる、日本初の量産実用空気ばね台車であるKS-51を筆頭にKS-57に始まる1自由度系軸箱梁式空気ばね台車（エコノミカルトラック）、KS-68独立回転車輪式台車、KS-75全アルミ製台車など次々に新しい構造の空気ばね台車を開発し、競合他社においてもこれに刺激されて様々な空気ばね台車の開発が行われるようになっていった。

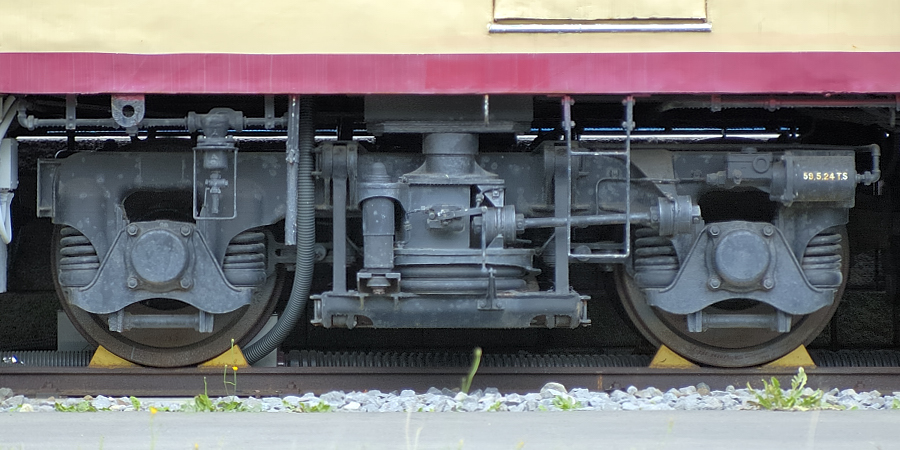
国鉄DT31A
国鉄DT21の派生形式として開発されたDT23系空気ばね台車の気動車版。

これらと、続いて1958年9月に第一陣が竣工した国鉄20系特急電車およびそれらに装着されていたDT23系空気ばね台車の成功は、空気ばねの乗り心地の優秀性を未採用の私鉄各社にまざまざと見せつける結果となり、以後の日本においては優等車では空気ばね台車の使用が当然、という風潮が醸成された。そればかりか、通勤車であっても空積差を自動調整可能な空気ばねを採用することの有利さが徐々に認識されるようになり、DT21系のコイルばね台車を1980年代半ばになるまで普通車向け標準台車として墨守した国鉄を除くと、1970年代中盤までには日本では通勤車でも空気ばね台車を装着するのが当然、という状況になってゆく。
汽車製造以外の各社による空気ばね台車の研究開発は1957年以降本格化し、国鉄でのDT21Yの試作や東急車輛製造と日立製作所を皮切りに、日本の台車メーカー各社およびそれらと取引のある各鉄道で、試作台車の研究開発が進められた。この中で、汽車・京阪コンビ以外でもっとも積極的にその開発を進めたのは、汽車がKS-51に採用したシンドラー式円筒案内台車と同様の機構を備えるシュリーレン式円筒案内台車の開発を進めていた近畿車輛と、その親会社であり同社製台車の大口顧客でもある近畿日本鉄道（近鉄）である。
1955年当時、近鉄は競合路線である国鉄東海道本線及び関西本線との対抗の必要性から、特急列車の高速化と併せて冷房化や乗り心地の改善などのサービス改善施策を積極的に推進しており、1957年頃には画期的な高性能車であり、かつ以後の日本の有料特急電車の基本形を確立することにもなる、新型特急車（大阪線用10000系ビスタカー）の設計を進めていた。
近隣の汽車・京阪による空気ばね台車の成功を目の当たりにした同社は、1958年に高性能車の試作車である1450形の装着していたKD-6の枕ばね周辺を改造して短腕リンク式揺れ枕に空気ばね装備としたKD-25で運用データを採取後、KD-26・KD-27・KD-27A（10000系用）・KD-28・KD-28A（6431系用）として同年6月に製造した特急電車全てに一気に空気ばね台車を装着するという積極性を示した。

### 防振ゴムの応用と1自由度系台車の模索
旅客車用の台車は、通常、軸ばねと枕ばねの2つの自由可動部分がある2自由度系台車が採用されている。これに対して、貨車用2軸ボギー台車では、通常軸ばねを持たない1自由度系台車を採用している。しかし、過去にはオールコイルばね台車の普及期である1950年代から、空気ばね台車が国鉄以外の私鉄各社の旅客車において主流となる1960年代末まで、ばねそのもの及び併用されるダンパー（ショックアブソーバー）の設計制作技術の向上や、新たな素材の投入により、旅客車用台車の片方の自由度系の機能を強化することと引き換えにもう一方を簡略化し、イニシャルコスト・ランニングコストの低減と台車の大幅な軽量化が可能であると考えられていた時期があった。
そこで注目されたのが、合成ゴムあるいは天然ゴムを防振ゴムとして使用する手法である。
ゴムには金属ばねとは異なり、各方向のばね定数や形状についての制約が少なく、また加硫接着という手法を用いることで金属部品に接着して取り扱いの容易化も可能というメリットがある。そのため、内燃機関のエンジンマウントの振動抑止用を中心に鉄道用でも戦前から使用されていた。
だが、第二次世界大戦前には化学工業の未発達と天然ゴム資源の希少性、それに軍需を優先する必要などからその応用は厳しく制限される状況にあり、日本でこの材料を台車のばね材として積極的に利用できるようになるには、1950年代に入り日本国内の化学工業が再興するのを待つ必要があった。

#### 弾性車輪
防振ゴムの鉄道車両用台車での最初期の応用例となったのは、弾性車輪である。
これは車輪のディスク部とタイヤ部を焼き嵌めとせず、タイヤ内周部にボルト穴を設けてディスク部とボルト・ナットで位置決めし、両者間に防振ゴムシートを置いてこれを締め付け固定する、あるいはディスク部とタイヤ部の間にゴムブッシュを圧入して固定するというものである。この弾性車輪は、防振もさることながら防音の効果が非常に大きいことからPCCカーを中心とする路面電車で賞揚され、日本にも和製PCC車と呼ばれるPCCカーの技術を取り入れた車両を中心に、1950年代以降一部の路面電車で導入された。
だが、この弾性車輪には、表面積が大きなディスク部とタイヤ部が分離され、その間に熱伝導率の低いゴムが介在するため、踏面ブレーキを連続使用した際に摩擦熱を放熱することが難しいという問題がある。さらに、熱や衝撃でタイヤ部が変形・割損する危険もあるため、高速電車での使用に適さない。
そのため、日本ではこの弾性車輪は新幹線開発の過程で試験が行われたものの、一般向けでは名古屋市交通局を除くと、1980年代中盤に広島電鉄がドイツ流のゴムブッシュ圧入式弾性車輪を使用する70形（GT-8）をドルトムント市から輸入し、その保守を通じて運用ノウハウを習得するまで、約20年にわたって半ば忘れ去られた技術と化していた。
このような事情もあり、日本での防振ゴムの鉄道車両用台車、特に高速電車用台車への適用は以後、台車本体の1次・2次ばねに対するものが主流となってゆく。

#### 国鉄での防振ゴムの応用
第二次世界大戦後の日本で防振ゴムを台車に採用した最初期の事例の1つに、第二次世界大戦後最初の新造食堂車となったマシ35・カシ36形（1950年製）に装着されたTR46がある。
このTR46は、当時の量産客車用台車であるTR40の派生機種で、従来は軸ばね、枕ばね共に複数使用の3軸ボギーとし、ばね定数の低い柔らかいばねを使用することで良好な乗り心地を実現していた食堂車へ戦後初めて2軸ボギー台車を採用するに当たり、ウィングばね式の軸箱支持機構の採用により高評価を得ていたTR40を基本としつつ、乗り心地の改善を目指して下揺れ枕と枕ばねの間に防振ゴムシートを挿入したものであった。
この設計変更は好成績を収め、以後食堂車や寝台車、展望車といった優等車の2軸・3軸ボギー台車各種について下揺れ枕と枕ばねの間に防振ゴムを挿入する改造工事が順次施工されるほどの成功となった。
こうして枕ばねへの防振ゴムの採用が一定の成果をあげる中、国鉄は戦後初の完全新規開発による制式気動車として、キハ44000形を1952年に試作する。
このキハ44000形はディーゼルエンジンで発電機を回し、その電力で電動機を駆動して走行する、いわゆる電気式気動車であるが、その駆動系に直角カルダンを採用したことで一つの問題が生じた。
直角カルダンでは主電動機の電機子軸が線路と平行に配され、主電動機の長さが車輪のバックゲージに制限されないため狭軌でも採用が容易という利点がある。もっとも、車軸間の線路方向に電動機とカルダン継手を装架するため、台車の軸距を従来の機械式気動車用よりも長く設計する必要があり、さらに、発電システムと電車用制御器を併せて搭載する床下機器の設置スペースを確保する必要もあったことから、台車の軸距についてはキハ42000形用のTR29の2,000 mmと、この時期の電車用台車の標準であった2,450 mmの間をとって2,300 mmとされた。
一方、搭載可能なエンジンの出力が低いキハ44000形の場合、軸距の増加による重量増を相殺する必要から、台車そのものの軽量化が特に厳しく要求され、しかも主電動機の電機子軸に接続される駆動軸が位置的に台車の上揺れ枕の心皿左右を貫通することになったため、物理的に上揺れ枕と下揺れ枕の間にコイルばねや重ね板ばねを設置することが不可能となってしまった。
これらの問題に対処すべく国鉄が採ったのが、軸ばねを下天秤ウィングばね式として可能な限りばね定数の低い柔らかいコイルばねとオイルダンパを組み合わせて使用、さらに揺動特性に大きく影響する揺れ枕の吊りリンク長を600 mmに延伸した上で、TR46で成功した防振ゴムブロックのみを上下の揺れ枕間に挿入する、特異な設計であった。
DT18・DT18Aと命名された、この特異な設計に基づくキハ44000形用台車は、軽量化とコストダウンを特に厳しく要求され、またキハ44000形が最高速度90 km/hと高速性能に対する要求を一段落としていたことから成立した、いわば低レベルの妥協の産物であった。
事実、完成した実車では基礎ブレーキ装置を両抱式踏面ブレーキとしたために制動時に軸ばねがロックされて防振ゴム以外にばね作用を行う機構が無くなり、凄まじい上下動に見舞われるなど、この台車は劣悪な乗り心地で不評を買った。

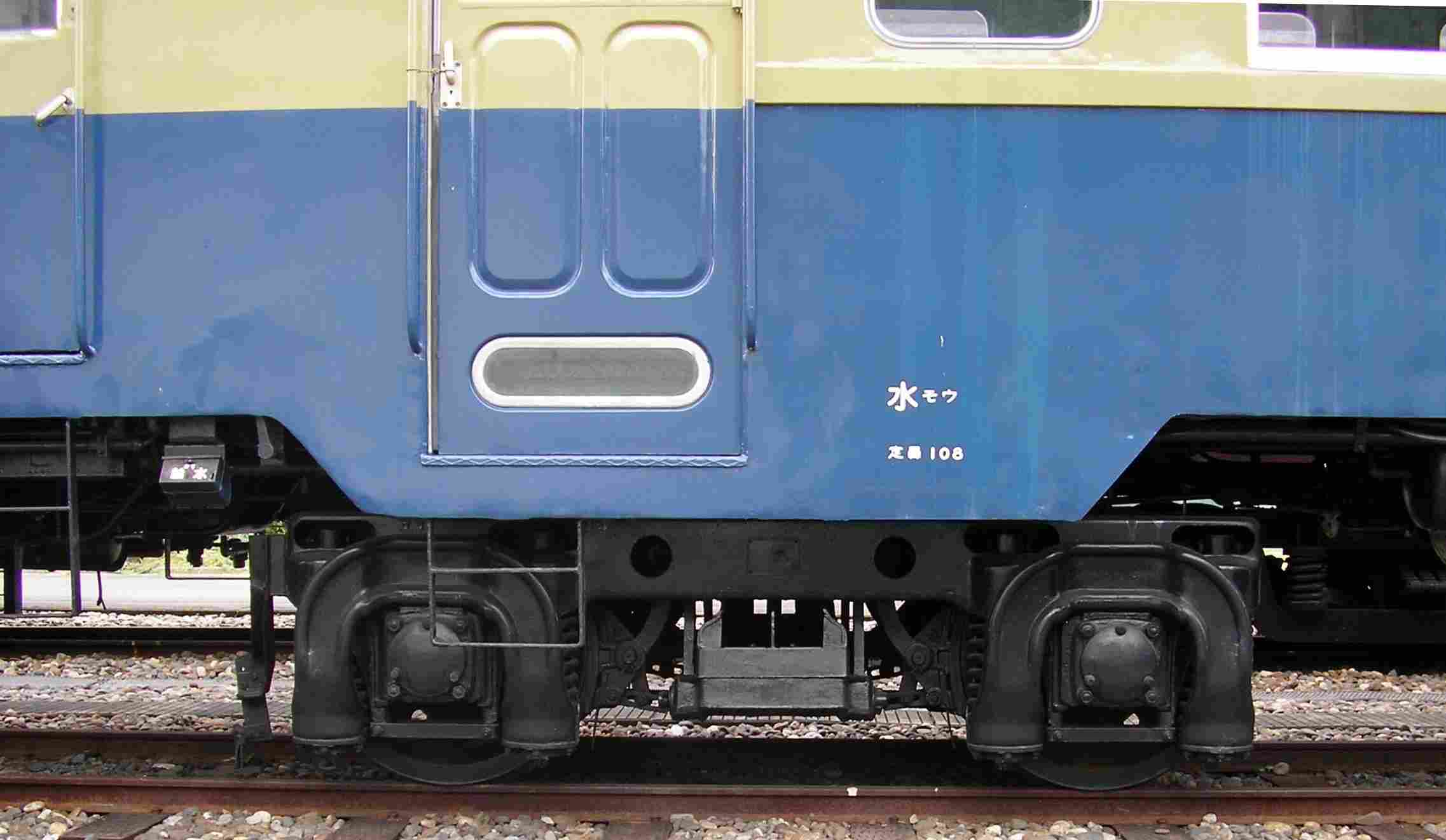
国鉄TR49
揺れ枕部に通常のばねが存在しないことに注意。

だが、この設計は軽量化と製作・保守コスト低減の点では従来の台車にはないメリットがある、と評価された。
そのため、液体式変速機を搭載したキハ44500形でも軸距を2,000 mmへさらに短縮し、端梁を省略した上でこの設計を踏襲した台車がDT19・TR49として採用され、以後電車用のDT21系（1957年設計）を基本に、揺れ枕部などを一部手直ししたDT22・TR51系（1958年設計）で置き換えられるまで、これらの台車が国鉄気動車用制式台車として大量生産された。
もっとも、DT19・TR49の設計は最終的に失敗と判断されており、前述の空気ばね試用やオイルダンパの改良といった様々な軸ばね特性の改善による乗り心地向上の試みもことごとく失敗に終わった。
そのため、DT19・TR49を装着した車両は後年優先的に淘汰され、一部はキハ80系初期車の台車交換で発生したDT22・TR51系へ台車が交換されるなどの経過を辿っている。
こうして、日本の国鉄が厳しい制約に迫られて枕ばねを簡素化した台車を設計していた時期に、民間では、これとは逆に軸ばねを簡素化した台車の研究開発が、台車メーカー各社とユーザーである大手私鉄各社によって積極的に進められていた。

#### エコノミカルトラック
汽車製造において1自由度系台車の開発の発端となったのは、空気ばね台車の項で記した汽車製造KS-50の枕ばねをロックしての走行試験であった。
この試験を通じて乗り心地を支配する枕ばねと、走行特性を支配する軸ばねという図式が明確になったことから、一定の走行特性を確保しつつ軸ばねを簡素化し、たわみ量を大きくできる空気ばねを枕ばねに用いることで、従来の金属ばね台車と同程度かそれ以下のイニシャルコストで乗り心地の良い空気ばね台車を提供しよう、という構想が汽車製造大阪製作所で立てられた。
この構想の先行例となったのは、南海電気鉄道（現・阪堺電気軌道）が軌道線である阪堺線用として1957年（昭和32年）に製造したモ501形に装着された汽車製造KS-53である。これは型番からも明らかなように量産空気ばね台車としても極初期の製品で、また日本初の路面電車用量産空気ばね台車でもある。この台車は低床の路面電車用であるため、揺れ枕を床下に収めるのが困難であったことなどから揺れ枕を排したインダイレクトマウント構造として設計されており、枕梁やボルスタアンカー周辺の構造が幾分複雑なものとなっているものの、以後のエコノミカルトラック各種に継承されることとなる各部の基本構造は、ここでほぼ全て確立されている。
この台車を装着したモ501形は阪堺線としては初のカルダン駆動方式採用車でもあったことから乗り心地面で好評を博した。そのため、同形式以後の南海電気鉄道阪堺線向け新造車ではモ351形用汽車製造KS-69（1962年〈昭和37年〉）、モ351形用帝国車輌工業TB-58、とこのKS-53を基本とする1自由度系軸箱梁式空気ばね台車が順次採用されている。
また、TB-58を設計製造した帝國車輛工業は軸箱支持機構などはこれと同様ながら枕ばねをコイルばねとした西日本鉄道北九州線1000形連接車用TB-21、鹿児島市交通局600・460形用としてTB-55・TB-55A、伊予鉄道モハ50形用としてTB-57、と汽車製造KS-53と同様のコンセプトに基づく1自由度系軸箱梁式台車を多数製造し、さらに帝國車輛工業や汽車製造大阪製作所とほど近い尼崎に所在し、帝國車輛工業と分担して各社への車両納入を行う機会の多かったナニワ工機でも、鹿児島市交通局600形用NK-51、呉市交通局2000形用NK-52、と同種の1自由度系空気ばね台車を製造納入している。
譲渡先（仙台市交通局）を含む運用路線の廃止で消滅となった呉市向けNK-52と保守面の事情から早期に淘汰された伊予向けTB-57、それに路線の部分廃止時に少数派台車の装着車から優先淘汰されたために先行処分されて早期消滅となった西日本鉄道向けTB-21を除くと、この種の路面電車用1自由度系軸箱梁式台車は、その乗り心地の優秀さから、大半が製造から半世紀前後が経過した現在も引き続き使用されている。
もっとも、路面電車向けに続く高速電車向け1自由度系軸箱梁式空気ばね台車の開発と実用化にはしばらく時間を要した。
汽車製造の提案する高速電車向け1自由度系空気ばね台車を最初に受け入れたのは、同社製空気ばね台車の最初のユーザーとなった京阪電気鉄道であった。
同社では試作のKS-57が1959年（昭和34年）に1810系で試用され、従来方式空気ばね台車や金属ばね台車との比較試験が実施された。これは同年から量産が開始されていた2000系への採用を企図してのもので、翌1960年（昭和35年）製造の2000系2次車ではKS-57を基本としつつ設計をさらに洗練させたKS-63が採用された。
後にエコノミカルトラックあるいはエコノミカル台車と呼称されることになる、この1自由度系台車シリーズは、以下の特徴を備えている。
- 側梁と軸箱の間には、薄い防振ゴムが巻かれているのみで、これ単体では上下方向への大きな変位に対応しない。
- 左右の側梁はつなぎ梁と呼ばれるねじり方向への弾性変形に対応する特殊な梁（一種のトーションバー・スプリング）で連結され、軸箱部の防振ゴムでは対応できない大きな変位に対応する。
- 枕ばねはインダイレクトマウント方式で枕梁と左右側梁の間に置かれ、牽引力は心皿・側受を経て枕梁左右端から下ろされた支持腕で結合されるボルスタアンカーにより、前後軸箱間の一点で側枠に伝達される。
- 基礎ブレーキ装置は片押し式踏面ブレーキとする。

このように、このエコノミカルトラックでは、軸箱支持機構が大幅に簡素化されただけでなく、台車の占有床面積が削減され、さらに下揺れ枕や吊りリンクも廃止されたことで、ばね間重量の劇的な軽減と製作コストの大幅な低減、それに機器艤装スペースの捻出が一挙に実現された。

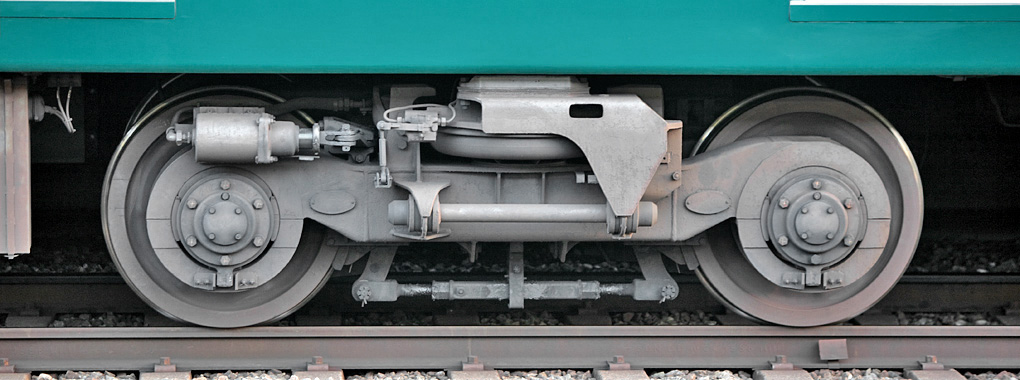
汽車製造KS-76A
軸箱梁式（エコノミカルトラック）の例。

京阪電気鉄道に続いてこの台車に興味を示したのは、京阪神急行電鉄であった。
同社では京都線用1300系での試験採用を経て、阪急2000・2100系・2300系（KS-65A･KS-65B）と各線で少数ずつ採用して評価試験を行った。
だが、これら第一世代の高速電車用エコノミカルトラックは、京阪電気鉄道と京阪神急行電鉄の双方において、防振ゴムが薄すぎて高速走行時のビビリ振動が大きい、と判定された。
そのため京阪神急行電鉄ではこの問題をゴム厚増加で対処したKS-71A・KS-71Bを京都線用の2300系で追加採用したが、軌道条件が良好な京阪神急行電鉄では従来の金属ばね台車に対して特に優位性を謳えるものではないとして、以後の本格採用は見送られた。
これに対し京阪電気鉄道では、このエコノミカルトラックが好んで採用された。
初期に採用されたKS-63こそ不評を買ったものの、通勤車用として軸箱を支える防振ゴム厚を増大するなどの改良を加えたKS-73系においてKS-63系で指摘されていた問題がおおむね解決したことから、2000系に続く2200系では編成中の約3/4にこの台車が採用され、その後も1977年（昭和52年）の1000系まで、後述する住友金属工業FS-337系側梁緩衝ゴム式台車と共にこの系統の台車が大量採用された。
これは急曲線が多く、しかも太平洋戦争後の沿線への団地建設の急進展で極端な混雑状態を呈していた1960年代の京阪本線において、一定水準以上の乗り心地が確保され、しかも積空にかかわらず床面高さが保たれラッシュ時の円滑な乗降が確保できる空気ばねを採用し、しかもイニシャルコストが低いこの種の1自由度系空気ばね台車が、急増する乗客に対応するため限られた予算内で1両でも多く新造車を投入せねばならなかった、1960年代から1970年代にかけての京阪電気鉄道の財政事情に適していたことによる。
また、片押し式ブレーキ装備で床面投影面積が小さいこの系列の台車は、床下に艤装すべき機器が多く、しかも発電ブレーキや回生ブレーキを常用するため片押し式ブレーキでも何ら不都合のない電動車への装着に好適であった。
もっとも、昇圧工事に伴う車両の大量新造計画の最初の締めくくりとなった1977年（昭和52年）の1000系代替新造の際に製作されたKS-77Aをもって、京阪電気鉄道でもエコノミカルトラックの新規製作は終了した。続く2600系の代替新造では、種車である2000系の台車が全数流用されたこともあって次の台車新造は3年後の1980年（昭和55年）となり、製作数の減少や新設計の開発も手伝って、それらにはより高価かつ複雑な機構を備える2自由度系台車のシンドラー式やSUミンデン式が採用された。
なお、京阪電気鉄道では初期のKS-63系こそビビリ振動の大きさが問題視されて淘汰となり、1981年（昭和56年）から2006年（平成18年）までに台車の新製交換や振り替え、装着車両の廃車が実施されて全数廃却済みであるが、軸箱部のゴム厚を増加したKS-73以降の各形式については当初より解体・破壊検査の実施を前提として試作された全アルミ合金製台車枠のKS-75を除き、2009年（平成21年）の時点で全数が現用されており、電動車・付随車合計で139両に装着され、装着車は特急から普通まで幅広く使用されている。
国鉄では、アーチバー形やベッテンドルフ形といった1自由度系台車が貨車のみで使われていたが、エコノミカルトラックとほぼ同じ構造の空気ばね台車も純粋な旅客車に使われることはなく、貨物列車の大幅な高速化のために新製された10000系貨車の各形式とロールボックスパレット荷役用のスニ40/スニ41/スユ44・ワキ/ワサフ8000形にTR203形として大量に採用された。

#### パイオニアIII

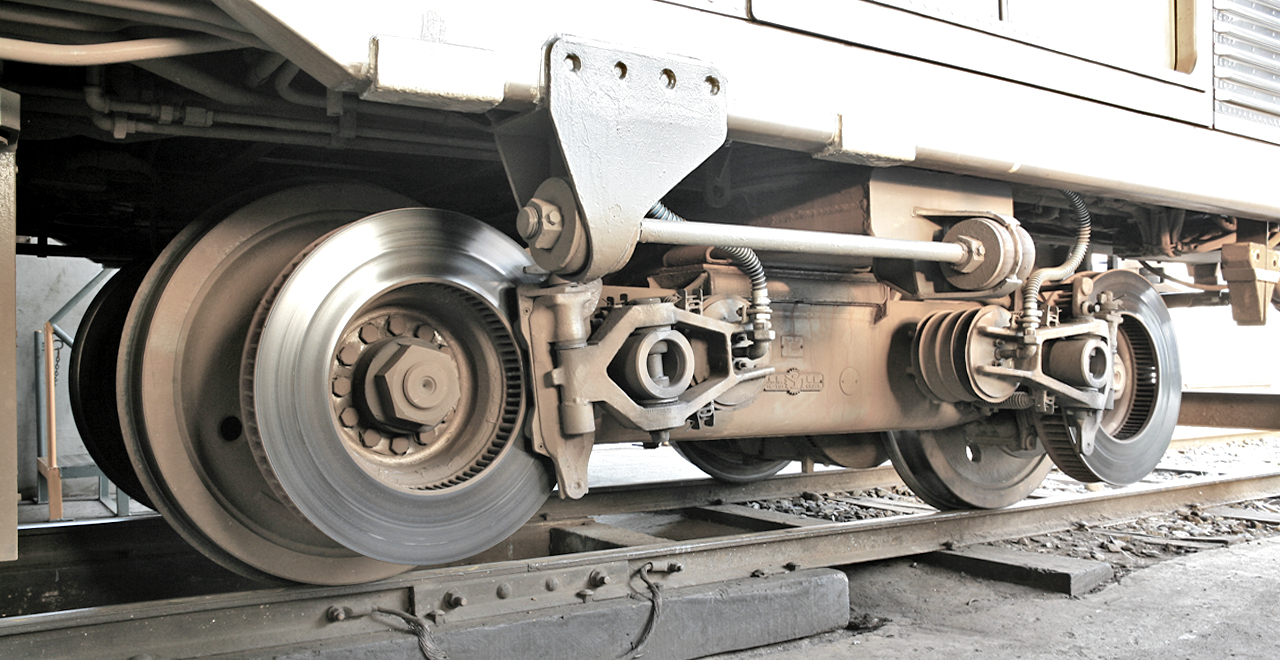
東急車輛製造TS-701
東急車輛製造がライセンス生産した最初のパイオニアIII台車。ブレーキユニットを避けるように高い位置に取り付けられたボルスタアンカーに注意。この不適切なボルスタアンカーの取り付け位置が、この台車を装着する各形式での高速走行時の蛇行動多発の一因となった。

汽車製造がエコノミカルトラックをはじめとする空気ばね台車の開発を行っていたのと同時期、アメリカのバッド社（The Budd Company）でも空気ばねを使用する1自由度系軽量構造台車の研究開発が進められていた。
当初、革新的技術を導入した製品にパイオニア（Pioneer）の名を冠するバッド社の伝統に則ってパイオニアIII（Pioneer III）と命名された軽量構造のオールステンレス製客車（1956年）に採用され、さらにこの構造を援用したペンシルバニア鉄道向け近郊電車「シルバーライナーI」などにも同系機種が納入されたこの台車シリーズは、1959年にバッド社と技術提携契約を結んで同社の特許技術のライセンス供与を受けられるようになった東急車輛製造によって日本へもたらされ、東京急行電鉄7000系（初代）（1962年）に装着されたTS-701（PIII-701）より各社への供給が開始された。
このパイオニアIII台車の特徴は以下の通り。
- 軸箱は防振ゴムによる緩衝リングを介して側梁に固定される。
- 左右の側梁は、V字形のトランサム（横梁）を向かい合わせにして噛み合わせ、心皿を挟んでX字状に組み合わせて中心ピンで位置決めし、左右側梁の位置関係のねじれに対応する。
- 枕ばねはダイレクトマウント方式で枕梁の上に置かれ、牽引力は車体と枕梁を結ぶボルスタアンカー、枕梁の中心ピンから心皿、トランサムを介して側梁へ伝達される。
- 基礎ブレーキ装置は放熱性やフラット対策に有利なディスクブレーキとする。
- 元のパイオニアIII台車は標準軌向けのため、軌道中心から軸端へ順に駆動装置、側枠、車輪、ブレーキディスクとなっている。これを狭軌向けに、駆動装置、車輪、側枠、ブレーキディスクに変更する。

この台車はメンテナンスフリーと軽量化を重視して設計されている。摺動部品がほぼ心皿の側受に限られ、それさえ低摩擦係数のテフロン材を摺動面に貼り付けて注油の必要性を排除しており、各車輪に基礎ブレーキ装置をユニット化して実装するディスクブレーキの採用と合わせ、極力保守の手のかからない設計とされている。この台車はTS-701で自重が4.5 tと非常に軽いため、その構造からばね間重量が実質的にばね下重量に近い扱いとなることを考慮しても、軌道保守面において十分メリットのある設計であった。
もっとも、高速走行時の蛇行動に対する研究がアメリカにおいてもまだ不十分な状況で設計されたため、ブレーキユニットを避けるように高い位置に取り付けられたボルスタアンカーが蛇行動を抑えられないという重大な問題が、導入各社での高速運転時に表面化した。これは推進力やブレーキ力および軌道からの振動の入力点である車軸中心より、車体を台車に拘束するボルスタアンカーの作用点が高いために台車と車両間の揺動が起きやすいことが原因である。
アメリカの一部の鉄道では蛇行を減らすためにボルスタアンカーの支持腕を継ぎ足して作用点を引き下げるという対応をとっており、東京急行電鉄でも試験的にデハ7042において同様の改造を実施した。しかし、蛇行動抑止に効果がある一方で継ぎ足したボルスターアンカーに生じる応力が過大になることが判ったため、この1両に留まっている。

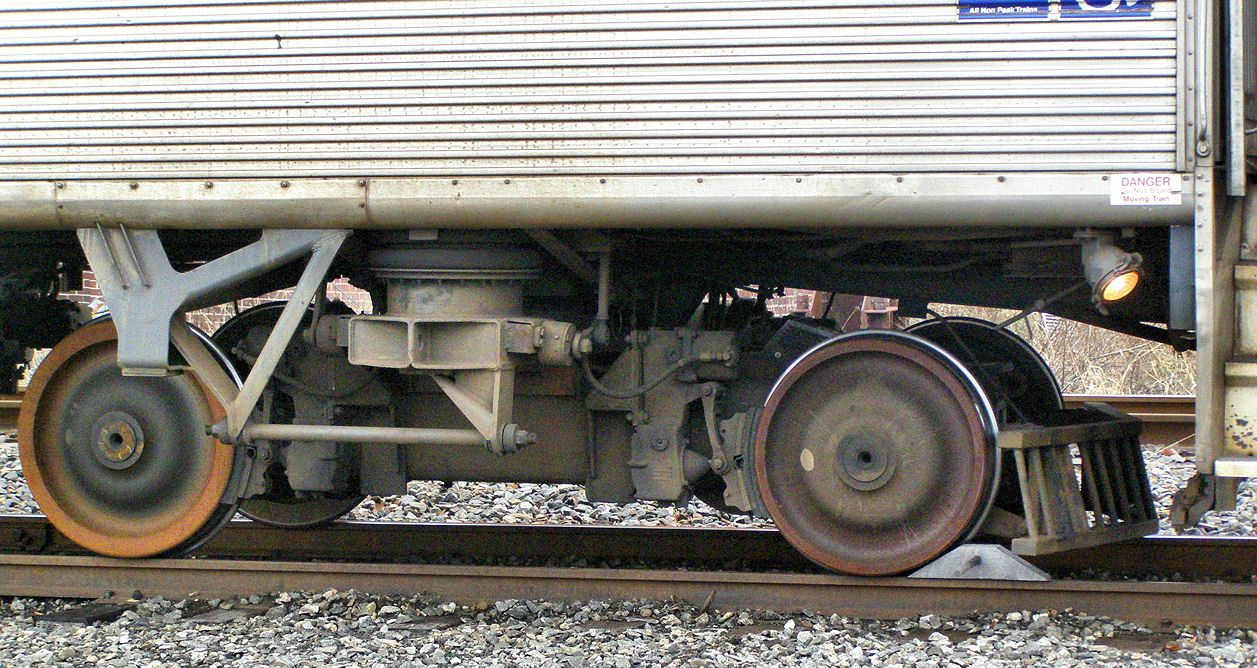
バッド社製パイオニアIII台車
取り付け位置の変更がなされたボルスタアンカーに注意。

なお、この蛇行動については小田急電鉄4000形向けTS-706で設計の改善が図られた。具体的には、側梁そのものをかつての釣り合い梁式台車の釣り合い梁のように緩やかな弓形として側枠の各ブレーキユニット取り付け位置を引き下げることでボルスタアンカーとの干渉を避けて作用点を下げ、さらにボルスタアンカーとの連結棒を従前より太いものとした。また、これに続く東京急行電鉄7200系用TS-707と同8000系用TS-708では、電動車へのブレーキ力負担を回生ブレーキ常用に転嫁することを前提に、ブレーキディスクをシングルローター化の上で車輪間に移動することでボルスタアンカーとの干渉を避けて作用点を下げている。
こうしてパイオニアIII台車はバッド社とのライセンス契約の制約の中でも着実に改良を重ね、東急車輛製造が車両を納入していた東京急行電鉄、小田急電鉄、京王帝都電鉄、南海電気鉄道の狭軌私鉄4社に対して合計383両分が納入された。うち小田急では機器流用車である4000形に使用されたことから、同一台車でカルダン駆動と吊り掛け駆動が混在する稀な台車になっている。
だが、この台車には蛇行動以外にも乗り心地で問題があった。
同様に軸ばねを廃止して軸箱を包む防振ゴムによる弾性支持でこれを代用した汽車製造のエコノミカル台車でも、初期設計グループでびびり振動が問題となった。とりわけ東急では7000系が営団（現・東京地下鉄）日比谷線乗り入れ用に使用されたため、住友金属工業製のミンデンドイツ台車やS型ミンデン台車といった、軸ばねを備える通常の2自由度系台車を装着する他社各形式と比較されることになり、より深刻な問題になった。
この後の東急7200系では、電動車については大出力化した主電動機の装架の困難さを理由として通常の片押し式ブレーキシューを備えた軸ばね台車（TS-802）への変更が行われたが、付随台車については廉価かつ軽量なパイオニアIII（PIII-707）の採用を継続した。この構成は続く8000系にも踏襲された。
加えて決定的な問題となったのが、軸重抜けによる競り上がり脱線であった。この現象はパイオニアIIIを装着する車両のみで編成を組んで走行する場合には表面化しなかったが、ばね特性の硬い軸箱支持機構を備えた台車を装着した車両と併結した特定条件下で惹起し、脱線事故が小田急電鉄で繰り返し発生した。具体的には、パイオニアIII (TS-706) を装着する4000形と、軸距が2,500 mmと長く乗車率300 %を前提にばねを意図的に硬くした軸ばね台車である国鉄DT13を装着する1800形を併結した場合で、1973年4月19日と5月2日に続けて発生したことから深刻な問題であると見なされた。
これらの脱線事故については、事故時と条件を揃えて実際の車両を用いた再現実験が行われ、小田急電鉄社外の識者による脱線事故調査委員会での検証・原因究明作業が行われた。その結果、これらの事故は枕ばねのばね定数が低く軸ばねのばね定数が高いパイオニアIII台車の浮き上がりによる輪重抜けが脱線が原因と判断された。これにより、事実上欠陥台車の烙印を押された形となったパイオニアIII台車の発展の道は閉ざされることになり、以後、南海電鉄6100系用PIII-710（1968年設計）を最終形式として日本におけるパイオニアIII台車の各私鉄での新規採用は途絶えた。
もっとも、この問題は小田急電鉄の場合、パイオニアIII装着車とDT13装着車を併結しない限り発生しなかったため、事故発生後は4000形を他系列と混用せず限定運用とし（ただ1回の例外を除き）、編成一端の制御車の台車を軸ばね式の一般型と振り替えた上で線路や車輪の踏面管理などを徹底するという対策を講じることで、回避が図られた。これにより、4000形は機器更新の完了でパイオニアIII台車が全数淘汰された1988年まで無事故でこの台車を使用し続けることができた。
また、南海電気鉄道においても、やはりばね特性が線路方向に硬い板ばねを軸箱の弾性支持と案内に用いるミンデンドイツ台車を装着する車両を併用していたため、この競り上がり脱線の発生が警戒されたため、これら2種の台車の装着車が完全に分離されるように車両運用管理が徹底された。その甲斐あって、こちらも機器更新でパイオニアIIIが全数廃却される2009年まで、同種の脱線事故を発生させることなくこの台車を使用し続けることができた。
もっとも、それは車両運用の制約が生じ、結果として予備車確保などの点、ひいてはコスト面でかえって不利になるということであり、本来1自由度系台車に期待された経済性の点では本末転倒であって、増して1990年代に入っても一部形式で国鉄型台車を使用していた西武鉄道など採用のしようもなく、日本におけるパイオニアIII台車の系譜はここで途絶えた。

#### 側梁緩衝ゴム式

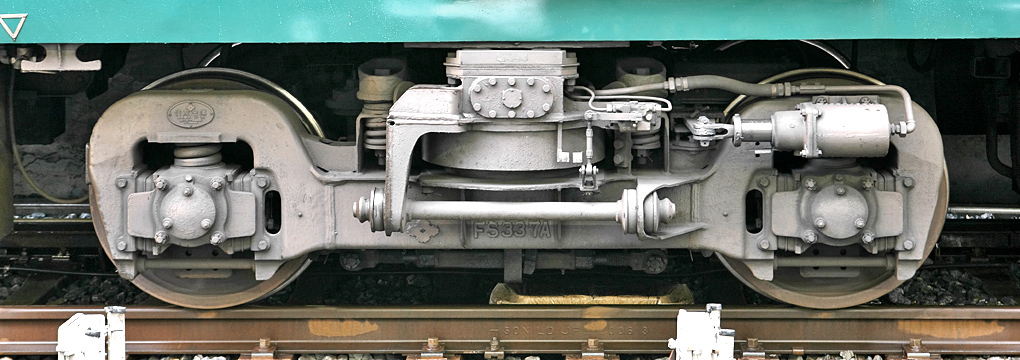
住友金属工業FS337A
側梁緩衝ゴム式の例。左側軸ばね上の側梁形状に注目。かつてはここにコイルばねに代えてゴムパッドが置かれていた。

汽車製造による低コストな1自由度系空気ばね台車の提案に対し、同様に京阪電気鉄道へ台車を納入していた住友金属工業も、コスト面での競争力を維持すべく、同種の廉価版空気ばね台車を開発する必要に迫られた。
この問題に対し、住友金属工業が出した回答は、軸箱の前後・上部に防振ゴムパッドを取り付け、側梁との間の変位に対応させた、側梁緩衝ゴム式と呼ばれるシンプルな構造の台車であった。
この系統の台車は1960年の2100形用FS337を初号機種として、空気ばねを中間リング型に変更した2000形用FS337A（1961年）へ発展し、さらに1962年には2106に日本初のダイアフラム型空気ばね台車へ設計変更されたFS337Aを装着して実用試験が実施され、1964年製以降は同型番のままダイアフラム空気ばねへ移行した。
この台車もエコノミカルトラックと同様、左右の側枠をねじり方向への弾性変形に対応するつなぎ梁で連結したもので、揺れ枕部分をインダイレクトマウント式空気ばね支持としたことを含め、明らかにエコノミカルトラックの構造を模倣あるいはその設計コンセプトに追従する設計となっている。
もっとも、この台車については軸箱上部の薄いゴムパッドを撤去してコイルばねに置き換えることが容易な設計となっており、1964年の2200系用FS337Bではエコノミカルトラックが防振ゴム厚を増大させた改良型のKS-73系へ移行したのに呼応して全てコイルばね装着に変更され、以後の同系台車はすべて通常の2自由度系台車となった。また、既存のFS337・FS337Aについても1981年に上部防振ゴムがコイルばねへ変更されている。

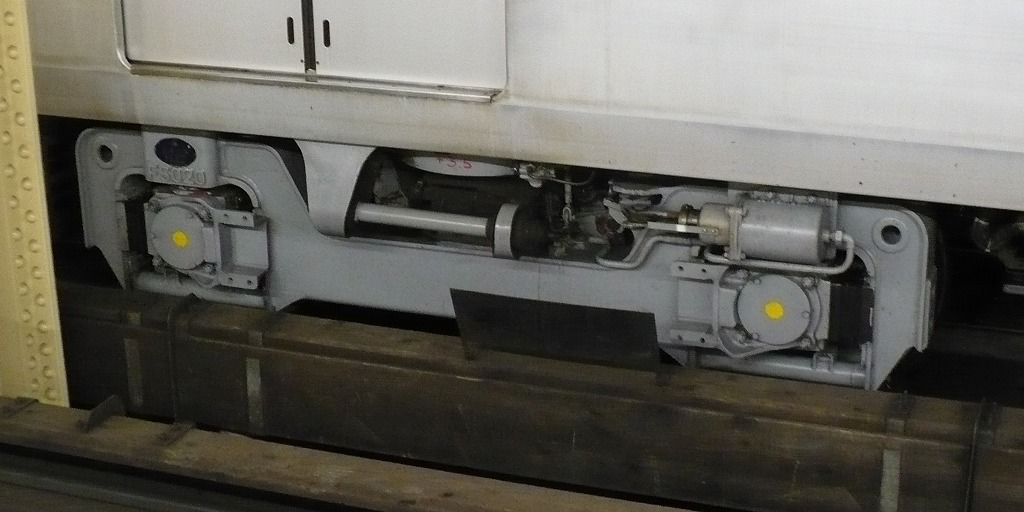
住友金属工業FS020
京阪電気鉄道以外で採用された側梁緩衝ゴム式台車の例。

なお、この側梁緩衝ゴム式は曲線通過性能が良好であるため、軸ばね付きのモデルであるが、京阪本線用だけでなく京津線500・600・700形にFS503・FS503Aが採用され、系列会社である叡山電鉄でもデオ810形にFS556が採用されている。
また、営団地下鉄銀座線01系（FS520･FS020）、丸ノ内線02系（FS520A･FS020A）などにも同系台車が採用されており、この系統の台車はむしろ急曲線通過に強い廉価な2自由度系台車として成功を収めることとなった。

#### 大阪市の試行
京阪電気鉄道や京阪神急行電鉄が1自由度系空気ばね台車の試用を開始した頃、大阪市交通局では技術部長であった宮本政幸の『地下鉄の電車は「下駄電車」がよい』という方針の下で、保守簡易化と軽量化を目的として住友金属工業が開発したFS332と称する1自由度系コイルばね台車を1960年に製造した50系の5500形5501 - 5512へ採用した。
この台車の特徴は以下の通り。
- 側梁と軸箱の間にはエコノミカルトラックと同様、薄い防振ゴムが巻かれているのみで、これ単体では上下方向への大きな変位に対応しない。
- 左右の側梁は枕ばねの両脇に配された筒型防振ゴムを介して結合される、2本のトランサム（横梁）で連結され、軸箱部で対応できない大きな変位に対応する。
- 枕ばねはインダイレクトマウント方式で揺れ枕を省略し、枕梁と左右側梁の間に各3組のコイルばねと各1組のオイルダンパを並列で置き、牽引力は心皿・側受を経てこれらのコイルばね経由で側梁に伝達される。
- 基礎ブレーキ装置は両抱き式踏面ブレーキとする。

この台車は当時大阪市が建設を進めていた4号線（現在の中央線）の一部が脆弱な地盤上の高架線となり、この区間では車両の軽量化が特に強く求められることを視野に入れて計画されたものであった。
だが、メーカー側でのばね下応力評価が過小であったことが原因で、この台車は就役開始直後から台車枠に亀裂が入るトラブルが頻発した。当初はその都度補強を加えるなどの対応を取っていたが、最終的にメーカーである住友金属工業側が信用に関わるとして台車枠の修理を拒否、無償での通常型2自由度系軸箱支持機構を備えた新設計の台車枠への全数交換を申し出るという事態に陥った。
そのため、このFS332は短期間で全てが通常の一体鋳鋼製軸ばね台車であるFS332Aへ改造され、消滅している。
もっとも、ここで試行されたコイルばねの横剛性を利用したインダイレクトマウント・ノースイングハンガー式金属ばね台車、という設計コンセプトは続く6000形（FS339）・6100形（FS359）、それに日本万国博覧会の大量輸送を支えた30系（FS366）へ継承され、この時代に大阪市交通局が製造した地下鉄車両を特徴づける機構の一つとなった。

## ボルスタレス台車

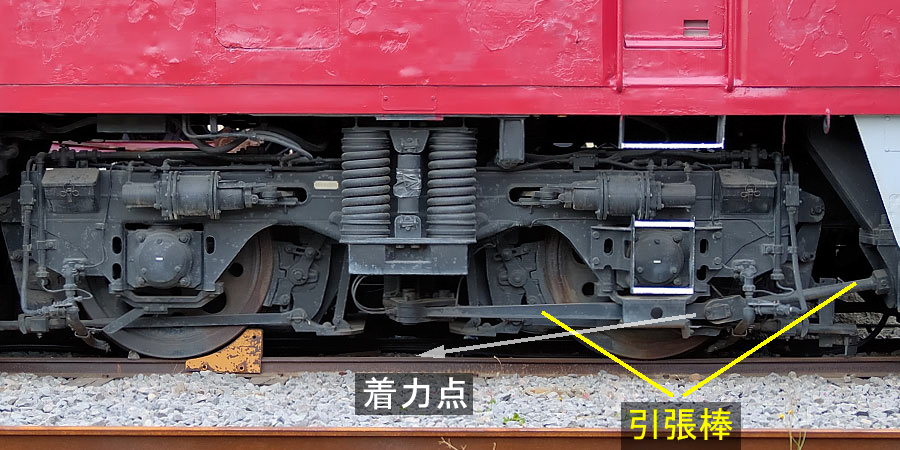
国鉄DT129
電気機関車用仮想心皿方式台車の一例。

台車の枕梁（ボルスタ）を省略したボルスタレス台車は、電車用ボギー台車の黎明期にJ.G.ブリル社により開発されたBrill 22Eがその最初期例となると見られるが、近代的なものとしては、電気機関車やディーゼル機関車において回転中心となる心皿と駆動軸の干渉をさけるため、また列車牽き出し時等の重心移動に伴う軸重変動とこれに伴う空転の防止のために、機械的な軸重移動補償を実現する手段として考案された仮想心皿方式（ジャックマン式）と呼ばれる機構に端を発する。
これは車体から下に突き出した支持架に連結される引張棒を、軸箱よりも低い位置で台車枠にZ字リンク等の関節を介して連結することで心皿なしに台車の旋回を実現するものである。
この方式は1950年代後半以降、フランスやアメリカで機関車用として一般化し日本においても1962年設計の国鉄ED74形電気機関車用DT129で初導入され、以後コンパクトなD形機が多く粘着特性が特に重要視される交流電気機関車や、軸重移動補償に制約の多い3軸台車を備える国鉄EF62形電気機関車などに採用されている。
さらに、この方式を敷衍して枕梁が1台車2軸駆動の妨げとなりやすい気動車用として、通常のボルスタアンカーと同じ位置でZリンクを構成するDT35・DT36・TR205・TR205Aが開発され、大出力機関を搭載する試作車（国鉄キハ90系気動車）に採用された。

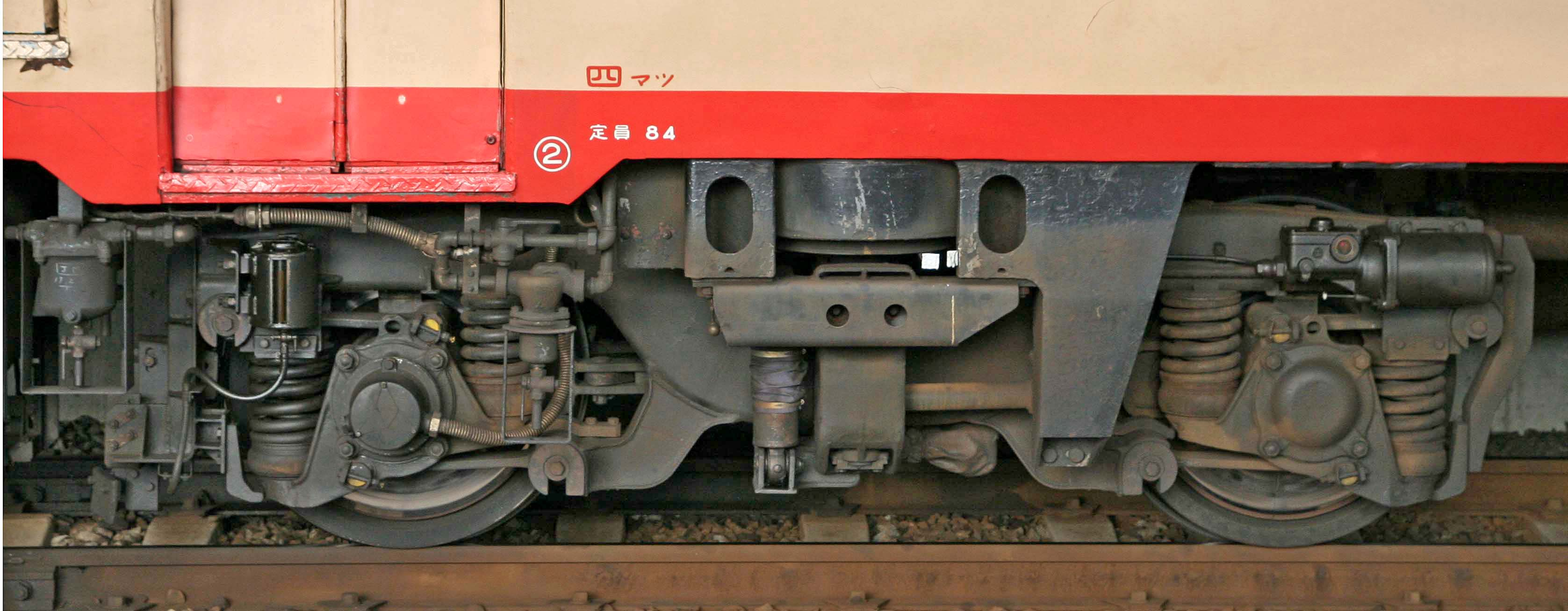
国鉄DT39
仮想心皿方式を採用する気動車用2軸駆動台車の例。

これらの各方式はそれぞれの目的において充分な成果を挙げたが、その一方でこの仮想心皿方式には、当時の設計では部品点数が多く機構が複雑化しやすいという問題点があった。
こうした中、空気ばね開発の進展で1960年代後半には大径のダイアフラム形空気ばねが実用化され、これを用いたダイレクトマウント形空気ばね台車が一般化されるようになると、仮想心皿台車開発で得られたZリンク式等の牽引機構に加え、空気ばねの横剛性を活用することで枕梁を省略したシンプルな構造の台車を開発することが各国で模索されるようになった。
つまり、台車において動的な左右・上下・前後荷重・静的な垂直荷重・牽引力・旋回力という異なった力を伝達していた枕梁と心皿を排し、動的な左右・上下・前後荷重・静的な垂直荷重・旋回力を空気ばねで、牽引力を牽引装置で、それぞれ分担することで代替し、重い枕梁や心皿を省略し軽量化を実現しよう、というコンセプトが提案されるようになったのである。
通常のボルスタ付台車では、ボギーの回転は心皿と側受の摩擦により規制され、車両が旋回に入るときにこれらの摺動摩擦により車輪に横圧が加わり、摺動による摩擦音や軋み音が発生する。また、摩擦部分は定期的に点検、交換する必要がある。しかし安定した旋回中には心皿や側受による摩擦が働かず車輪の横圧は低下する。さらに心皿や側受の摩擦は高速走行時のボギーの蛇行動を規制する働きががある。
いっぽうボルスタレス台車では大変位を許容する空気ばねに依存するためボギーの回転に摩擦要素がなく、旋回に入る車輪の横圧の立ち上がりが小さい。しかし、旋回中は空気ばねが戻る力による車輪の横圧が持続してかかるため、旋回半径が小さい場合、各車輪にかかる荷重や軸ばね定数にムラ（不均等）がある場合、また軌道変位が大きい場合に低速度であっても乗り上げ脱線を起こしやすい。高速走行時にはボギーの回転に対する摩擦要素がなく蛇行の収束が悪い特性があるため、速度を出す車両ではボギーの回転動を抑制するヨーダンパー類を設置している。
このように、ボルスタ付台車とボルスタレス台車では、ボギーの回転中にかかわる弾性要素と摩擦要素による車輪の横圧の立ち上がりやその持続等の過渡特性に違いがあることを理解する必要がある。
空気ばねの場合、上面板と下面板の前後左右方向の剛性を規定するのは空気ばねダイヤフラムの有効長とダイヤフラム自体の横剛性と面板の傾きであった。ダイヤフラムの有効長を長く取るタイプはいわゆるMANタイプとして実用化されたが、空気ばねダイヤフラム有効長が長いため、上下方向寸法が大きくなる傾向にあった。一方ダイヤフラムの横剛性をコードのバイアス角を小さくして低くして空気ばねの横剛性を下げるタイプ、いわゆる低横剛性タイプ空気ばねの場合、低い空気ばね高さでも横剛性を下げることが出来、台車構成の簡素化（例えば側梁を弓型に曲げることなく、直線形状の側梁でも台車構成が出来る）車体の床面の低床化などのメリットが多くあり、次第に主流となって行く。
ただ、余りに柔らかい空気ばね横剛性は車体―台車間の横変位が大きくなりすぎることや、空気ばね左右ストッパーが当たった状態での左右乗り心地などの悪化という問題があり、空気ばねの上面板に左右方向のみ傾斜をつけてダイヤフラムの変形を抑制するなどと言う手法（異方性空気ばね）がとられるようになった。

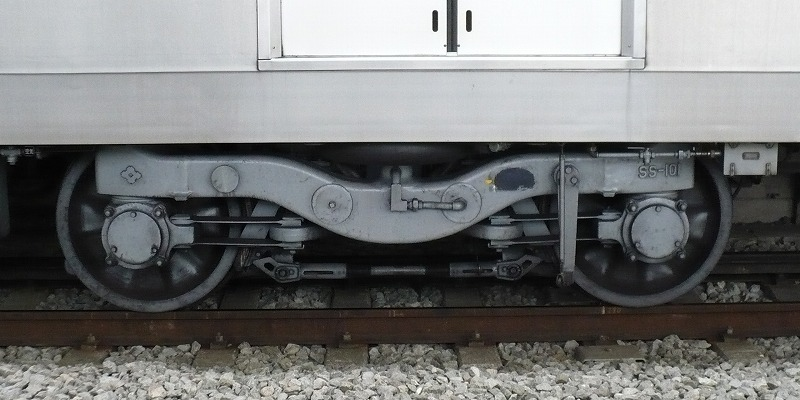
住友金属工業SS101
営団8000系電車で採用された、高速電車用としては日本初の量産ボルスタレス台車（SUミンデン式）。

ボルスタレス方式の技術開発では1970年代初頭以降、仮想心皿方式を生み出したフランスをはじめとするヨーロッパ各国が研究開発とその実用化において先行したが、日本でも1972年札幌オリンピックに合わせて開業した案内軌条式の札幌市交通局南北線向け1000・2000形電車（1970年試作、1971年より量産化）で変則的かつ特殊な構造のものが導入された。
その後、1977年には高速電車用台車の開発が進み、住友金属工業によるX9968A・Bと川崎重工業によるKW-25が試作され、現車試験を実施された。さらに1979年には住友金属工業によるFS500Aと称する量産試作台車が完成、これは1980年11月より帝都高速度交通営団によって量産が開始された半蔵門線用8000系電車に住友金属工業SS101として採用され、以後の日本におけるボルスタレス台車普及の端緒となった。
この方式においては仮想心皿が置かれる位置に、牽引装置と呼ばれる牽引力を伝達するメカニズムが設置される。この装置には仮想心皿方式の位置関係を逆転し縮小したZリンク式、1本リンク式、門型板ばね式、それに積層ゴム式などが存在するが、結果的に変位への対応をばねの撓みに依存する方式は保守面で問題が多く、現在ではリンクを使用する方式が一般に用いられている。

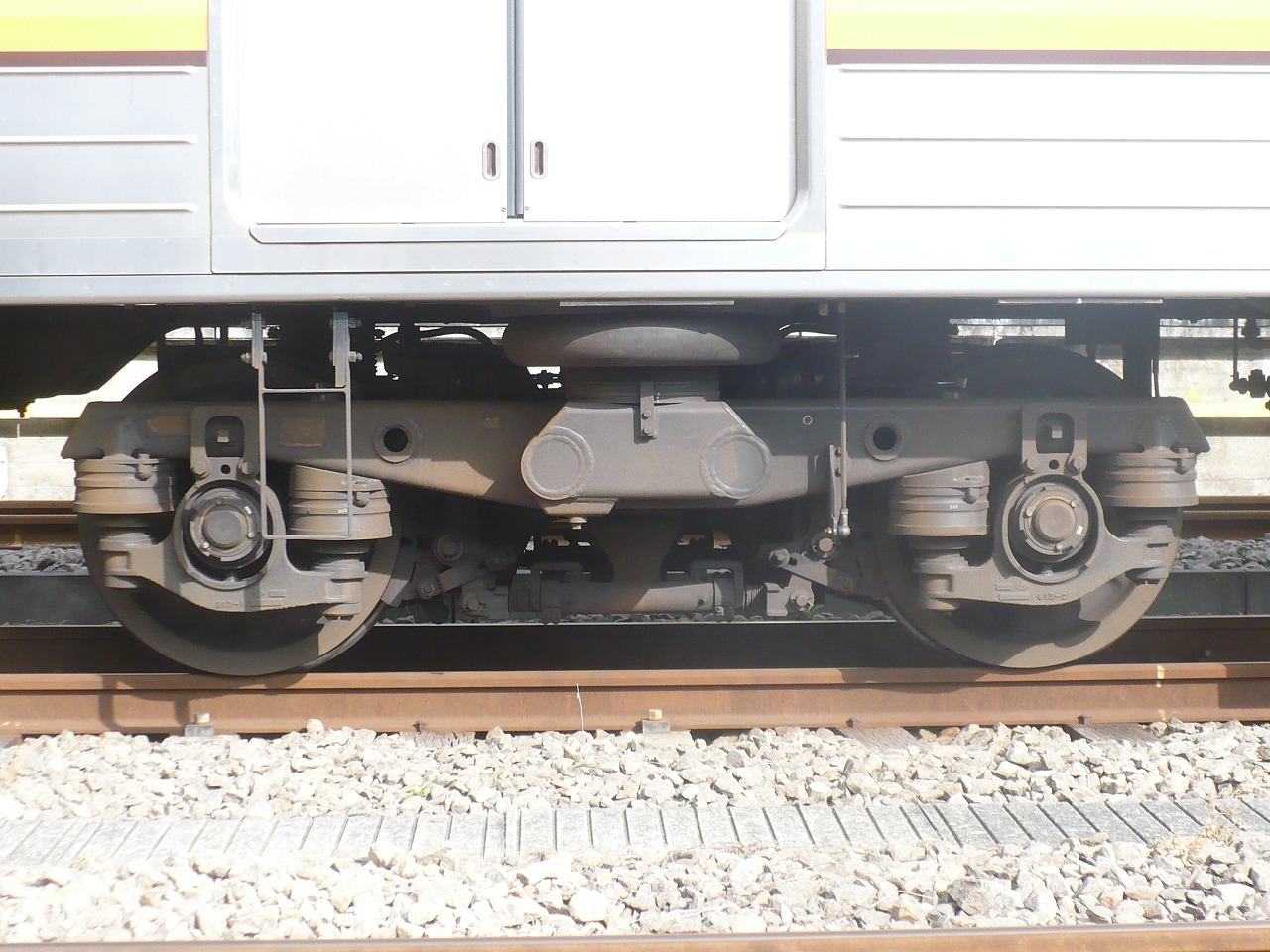
国鉄DT50（205系電車用）
国鉄初の高速電車用量産ボルスタレス台車（円錐積層ゴム式軸箱支持）。

国鉄においては1981年から高速バスに対抗するため、振り子式の新型特急電車の開発を開始した。
この中で大きな課題は軽量化と振り子車の乗り心地改善と保守削減（おもにフランジ摩耗抑制）であった。幾多の議論や基礎研究の積み重ねを経て、従来の381系用DT42を基本としつつ曲線通過時の横圧対策としての軸箱柔剛性支持、回転抵抗を低減するためのころ式側受+側受ヨーダンパなどを採用したTR906（川崎重工業・近畿車輛製）、同じくDT42の軸箱支持機構をシェブロン式に変更し、制御付き振り子やアクティブサスペンションなどを組み込んだTR907（住友金属工業・東急車輛製造製）、やはりDT42を基本とするが、ロールゴム式軸箱支持機構、低横剛性空気ばねによる枕ばねとこれを利用したボルスタレス車体支持、中空車軸＋波打ち車輪など徹底的なばね間・ばね下重量の軽減に努め、制御付き自然振り子式としたTR908（日本車輌製造・日立製作所製）と試作台車3形式が1983年にそれぞれ1両分ずつ製作され、中央西線で381系に装着し走行試験が行われた。
その結果、ボルスタレス振り子構造を採用したTR908が曲線での横圧低減、左右乗り心地改良、車内騒音低減にいずれも優れていることが判明し、一気にボルスタレス化の機運が高まった。
このTR908の系譜では改良型のTR908Aが翌年に試作され、さらに翌々年の1985年にはDT51X・TR236Xとして量産先行としての形式を与えられた試作台車が日本車輌製造と日立製作所で製作され、湖西線と中央西線で同年11月から12月にかけて実施された高速走行試験に供せられた。この際、これらの試作台車を装着した381系は湖西線にて179.5 km/hの日本国内における狭軌鉄道車両の最高速度記録を更新している。
もっとも、財政難かつ分割民営化が差し迫っていた国鉄ではこれらの台車を装着した新型特急車両を量産することは叶わず、その本格量産化は形を変え、JR四国が開発した初の制御付き自然振り子式気動車である2000系用のS-DT56が量産されるのを待つ必要があった。
日本の鉄道において、ボルスタレス台車の普及を決定的なものとしたのは、先に述べた振り子式車両用台車としての試作を含め、この種の台車の開発では私鉄各社から大きく遅れていた国鉄が台車メーカー各社と共同で研究と試験を繰り返した末、その最末期にようやく実用化にこぎ着けたのがDT50である。
この台車は極限まで単純化されたシンプルな構造と機構を備え、イニシャルコストとメンテナンスコスト、それに走行性能の各点で従来の制式台車各種を大きく凌駕していた。
このためDT50とその派生形式各種は、国鉄分割民営化直前から分割民営化後にかけての約10年間に大量生産された電車・気動車群に大量採用され、以後のJR各社でもこれを基本に軸箱支持機構を変更したモデルが採用され続けるなど、大きな成功を収めた。
もっとも、このDT50をはじめとする軽量ボルスタレス台車では、ボギーの回転が空気ばねのねじれに依存するため回転の角度に制限があること、また回転したボギーを戻そうとする空気ばねの剛性がフランジに常時横圧としてかかるため、輪重に不均衡があると低速でも乗り上げ脱線が起こりやすい欠点がある。
このため、基本的には構成要素が少ないため保守で有利である半面、各輪重の管理は頻繁かつ綿密に行う必要があり、また付加されたオイルダンパー類の保守が必要であるとのコンセンサスがある。また急曲線通過が要求される線区での使用には適さず、急曲線の多い地下鉄や一部私鉄などでは、スペース面では不利ながら枕梁を備える台車が採用される例が多い。例えば、急曲線通過性能に対する要求が特に過酷なミニ地下鉄では、例外なくボルスタ付きのダイレクトマウント台車が採用されている。
私鉄でも、「京阪電気鉄道カーブ式会社」と揶揄されたほど本線に曲線が連続する京阪電気鉄道は、1977年のKW-25での試験以降ボルスタレス台車を一切導入せず、また本線東垂水駅前後に厳しい線形のS字曲線区間を擁する山陽電気鉄道は、5000系で川崎重工業製試作軸梁式ボルスタレス台車（KW-73・KW-74）の長期実用試験を行ったが、以後の増備車では同台車で採用されていた軸梁式の軸箱支持機構については継続採用としたものの、ボルスタレス構造とはせず従来通り心皿のあるダイレクトマウント台車（KW-93・KW-94）としている。、
また高速走行時には車体のヨーイングを抑制するヨーダンパ（アンチヨーイングダンパ）の付与が必須であるなど、いくつかの問題点が存在する。
他にも阪急電鉄（阪急）や京浜急行電鉄（京急）のように、ボルスタレス化に消極的な事業者が複数存在しており、日本におけるボルスタレス台車開発に重要な役割を果たしてきた帝都高速度交通営団の後身である東京地下鉄も、2000年の日比谷線での脱線事故以降、輪重が極端に不均衡になった状態で曲線通過時に車輪のせり上がり現象による脱線が起こりやすいことを考え、2006年度以降の新造車両用台車をすべて輪重調整や管理の容易なボルスタ付台車に戻している。
阪急は1981年の神戸線用7000系7005以下8両編成新造に際し、神戸寄りに連結される7100形7105・7550形7585の2両についてSS102を試験導入、さらに1984年には7012をはじめとする8両1編成の新造時に住友金属工業製SS102A（電動車用）・SS002A（付随車用）各3両分とFS369A（電動車用）・FS069A（付随車用）各1両分を製作、7105・7585との間で台車振り替えを行い、長期実用試験を実施するなど、この機構に早い時期から注目していた。同社は神戸線用8200系全車、宝塚線用8000系8040形および京都線用8300系の一部に住友金属工業SS139系ボルスタレス台車を採用したが、阪急の求める乗り心地の水準に達することができないという理由で、9000系および1000系 (2代)から再びダイレクトマウント式のボルスタ付き台車を導入した。
京急では本線品川駅付近にボルスタレス台車装着車が通過可能な限界に近い半径100 mの曲線区間があり、また京急蒲田駅での空港線との分岐にも半径100 mの曲線区間が存在するため、転向性能で不利なボルスタレス台車を採用していない。京急の他、東京都交通局浅草線・京成電鉄（京成）・北総鉄道（北総）の3社局においても、京急線への乗り入れ運用に充当される営業用車両はボルスタレス台車が採用されていない。一方、電気機関車である東京都交通局E5000形電気機関車や、営業車両であるが京急線への乗り入れをしない新AE形はボルスタレス台車を採用している（京成線内にも京成上野 - 日暮里間に半径160 m・120 mのカーブがある）。また新京成電鉄（当時）は新京成線（現・京成松戸線）の新津田沼 - 京成津田沼間に半径139 mのカーブがあるが、8900形においてボルスタレス台車を採用した。しかし、N800形以降の形式は京成の車両をベースにしていることもあってボルスタ付台車を採用している。
名鉄は1000系以降ボルスタレス台車を使用してきたが、3300系の3次車で再びボルスタ付きに戻り、3150系5次車以降の増備車もボルスタ付き台車を採用している。急曲線がある名鉄瀬戸線用の4000系は通過性能が有利なボルスタ付台車を採用している。
また、福知山線脱線事故の際には事故車が本方式による台車を装着していたことから、一部でボルスタレス台車の特性を問題視する説があり、鉄道評論家の川島令三や国鉄千葉動力車労働組合がこれを主張している。事故は曲率300 mに至る緩和曲線区間での速度超過および貧弱な営業方針や保安システムが原因であるが、稼動データが蓄積されている心皿付き台車と異なり、ボルスタレス台車については脱線時の過渡的な挙動について十分な知識が集積されておらず、原因であるともないとも断定できていない。
一方、日本の新幹線を筆頭とする高速鉄道を中心に、この方式は急速に普及している。
このようにボルスタレス台車のメリット、デメリットについては挙動や事故調査などのデーターから、回転半径の小さな線形、車輪過重の不均衡、高速での揺れ特性などに関わる知見が得られてきている。ボルスタレス台車はコスト、メンテナンスなどに多くのメリットがあることから、線形や用途に応じて採用の有無を選択すべきであるというコンセンサスが固まってきた。また車軸の支持剛性が高いと輪重のばらつきの影響が大きくなるため、速度が低く曲線区間が多い路線では軸箱支持に柔軟性をもたせて軸ばねの定数を低くする設計が増えている。

## 曲線通過性能の追求
鉄道車両に限らず、車輪を使用する各種陸上交通機関において最も困難な問題は、曲線走行に伴う車輪と車体の位置関係や回転数の制御である。
たとえば、軌間1,067 mmの鉄道で内周軌条において半径1,000 mの真円を描く曲線軌道があるとした場合、単純計算でも内周と外周では、半周で約3,350 mm、つまり3 m以上もの距離差が生じる。ここで車輪径を日本の鉄道で一般に用いられる860 mm径とした場合、このカーブを半周走行するだけで約1.25回転の回転数差が輪軸の左右で生じることになる。そうした回転数差は一般的な構造の輪軸では、踏面と呼ばれる車輪の軌条との接触面となる部分について、断面形状に一定角度の勾配や曲線を与え、また軌条の側でも頭頂部を緩く円弧を描いた形状とすることで解決している。このような工夫によって、左右の車輪がリジッドに車軸に固定された一般的な輪軸は、曲線通過時に車輪と軌条の間に縦横のクリープ力を発生させて接触位置を「滑らせ」ることで輪軸単体での自己操舵を実現し、複雑な機構なしでの円滑な曲線通過が可能なようになっているのである。だが、この方式は簡潔である一方で、極端な急曲線では左右の車輪の回転数差を吸収しきれず、また一般的な2軸ボギー台車の場合、いずれかの車輪について曲線の内外周差と車輪と軌条との間に角度差（アタック角）が発生することで主に車輪のフランジや踏面に大きな摩擦および摩耗、騒音などが生じ、さらに不適切な車輪形状の場合には、迫り上がり脱線などの原因になるという問題を抱えている。
こうした問題に対する最も原始的、かつ消極的な解決手段は、当該問題が発生する区間での軌条に対する塗油あるいは散水、つまり車輪と軌条の接触面に何らかの潤滑剤を介在させることで車輪と軌条の滑りを良くし、車両の円滑な通過を助ける、という方策であった。塗油は平坦線を走行する、つまり潤滑剤による摩擦係数の低下による空転をある程度無視できる路線で一般に使用され、散水は空転が全く許容できない急勾配線において保守負担の増加を承知の上で使用されてきた。だが、いずれにせよこれらの手法はあくまで対症療法でしかなく、曲線通過における問題の根本的な解決をなすものではない。
車輪の踏面形状と軌条の断面形状の最適化は、高速走行時の蛇行動対策の観点からも無視できないものである。このため第二次世界大戦後、高速運転を指向する各国、特に日本やフランス、ドイツなどで新しい車輪踏面・軌条断面形状が盛んに研究された。その成果として、円弧踏面、修正円弧踏面といった新しい踏面形状が次々に開発され、軌条についても日本のN形（40kgN形・50kgN形など）やT形（50kgT形。東海道新幹線用）などが順次開発・規格化されていった。だが、これらとて急曲線区間を抱える路線で使用される車両に適用するには、完全に満足のゆくものではなかった。
この問題に対する技術的・機械的な解決のアプローチは2つあった。
一つは、輪軸を左右で分割し、左右の車輪が別個に回転するようにする独立回転車輪方式。
もう一つは、通常平行である台車の各輪軸に何らかの形で操舵を可能とする機構を組み込み、各車輪単位で軌条に対するアタック角が極力0に近づくように操舵させる、あるいは台車そのものと車体の間でリンク結合を行い、台車の転向をコントロールすることで各輪軸のアタック角を最小限に抑制する、自己操舵方式である。
これらのうち、独立回転車輪方式には各車輪が個別の回転数を取り得るため車輪の偏摩耗や曲線通過時の大きな騒音が発生せず、また車軸の全長が短くて済むためばね下重量も軽減される、といったメリットが存在する。
だが、この方式にはそうした魅力的な利点の一方で、以下のような解決の困難な問題が存在した。
- 左右の車輪間のバックゲージ保持が困難
- 各車輪を支持する軸受の構造複雑化が不可避
- 動力台車における動力伝達が難しい

特にこの機構ではバックゲージの保持が保証されない場合、脱輪によって脱線に直結する危険がある。それゆえ、フェイルセーフ性が特に重視される鉄道において独立回転車輪方式を実用化するためには、このバックゲージ保持の機械的な保証は、必ず解決せねばならない問題であった。また、各軸受の負担すべき荷重は通常の輪軸の場合と比較して単純計算で約半分となるが、軸受そのものの数は倍増するため、軸箱支持機構は全体が自ずと複雑・大型化することになる。さらに、車輪の回転数が左右で異なることを許容するということは、各車輪に主電動機を内装するダイレクトドライブ方式やそもそも車輪を駆動に用いないリニアモーター方式などを別にすると、駆動装置にも左右の輪軸間の回転数差を許容するディファレンシャル・ギアなどの差動装置を組み込む必要がある、ということを意味していた。
一般に使用される鉄道車両として、この独立回転車輪方式を実用化した最初期の事例に、スペインで1942年に開発された「タルゴI」客車がある。独立回転車輪方式の1軸台車と前後の車体をリンク機構で結合した、特徴的な連接構造を備えるこの超軽量客車は低重心化と軽量化のために床面を極端に引き下げた結果、貫通路が通常の輪軸であれば車軸が存在するべきスペースを使用するため、またスペインの鉄道は超広軌であるため、特に小直径の車輪を使用する場合、曲線区間の内外周差が無視できないほど大きくなったことから、独立回転車輪方式を半ば以上必然的に採用した。
この「タルゴ」シリーズはフランコ政権末期に設計された3世代目の「タルゴIII」でほぼ完成の域に達した。さらに派生モデルである「タルゴIII-RD」で軌間可変機構が実用化されたこともあり、このシリーズとその改良・発展型は以後長らくスペイン国鉄の代表的車種の一つとして使用されることとなった。
だが、「タルゴ」が一定の成功を収めたにもかかわらず、タルゴ社からライセンス供与を受けて製作された車両を除き、この「タルゴ」を追って独立回転車輪方式の採用に踏み切る鉄道は、その後しばらくの間現れなかった。一般的なボギー台車を備える鉄道車両、例えば電車などの動力車においては左右の車輪の回転数差を吸収するために何らかの装置を組み込む必要があるなど駆動装置の複雑化が避けられず、この方式を採用することによる曲線通過時の負担低減などのメリットよりも、そうした機構の複雑化がもたらすデメリットの方が大きかったためである。
ただし、この時期に独立回転車輪方式を通常の2軸ボギー台車に適用しよう、という動きが全く存在していなかった訳ではない。例えば1959年には、日本の京阪神急行電鉄が蛇行動対策と走行抵抗の軽減を目的として「自由回転車輪」と称する通常の台車に組み込み可能で左右の車輪が独立回転する輪軸を製作、これを同社京都線の1500形1528の4軸全てに組み込み、1959年4月から約1年にわたって長期試験を実施した。この実験では独立回転車輪の走行特性について、常に一方の車輪のフランジが軌条側面に接触して走行しようとする、つまり片寄って走行しようとする性質があることなど、貴重な知見が得られた。
また、1962年には空気ばね台車の開発で名を馳せた汽車製造大阪製作所の台車設計グループがKS-68と称する独立回転車輪方式台車を1両分試作し、京阪電気鉄道の1810形1815に装着、同年4月から約半年にわたって走行試験を繰り返し、こちらも貴重なデータを収集している。このKS-68は平面形がS字状の、つまり左右非対称構造の台車枠を採用し、一方の車輪を内側軸箱支持、もう一方の車輪を外側支持として左右いずれの面から見ても一方のスポーク車輪が露出する特異な外観を備えていた。なお、この台車は主電動機を装架する動台車であり、曲線通過時に生じる左右の車輪の回転数差を自動車用のリミテッド・ディファレンシャル・ギアにより吸収する機構を採用するなど、その内部機構についても非常に野心的な設計を導入していた。
このKS-68の走行試験結果は良好であったとされるが、バックゲージの保持が難しいという問題は解決せず、また差動装置など複雑な駆動メカニズムを採用する関係で保守が難しいという問題も存在した。しかもこの方式は主電動機の1台車2基装架が困難で、そのためこの台車を採用した場合には全電動車方式とせねば所定の性能が得られない、と結論され、この台車は本格採用が断念された。
この時代、他にも国鉄や小田急電鉄で同時期に同様の独立回転車輪の試験が行われたが、いずれも曲線区間では高成績を残したものの直線区間での輪軸の偏りの問題が解決せず、こうして1970年代に入る頃までには、日本の鉄道各社で独立回転車輪方式の実用化に挑む例は途絶え、その後約20年近くに渡って基礎研究のレベルにとどめられることとなる。
1980年代後半になると、独立回転車輪は曲線通過とは別の目的で、各国において再び脚光を浴びるようになった。
例えば日本では、旧国鉄時代から営々と続けられてきた基礎研究の成果により、前後非対称特性の台車の有効性が見いだされた。これにより、車軸の軸端部にクラッチ機構を組み込んで進行方向後位の輪軸のみを選択的に独立回転車輪とすることで、通常状態でロックした前位輪軸によって自己操舵性を確保しつつ、蛇行動安定性を後位の独立回転車輪によって得られることが明らかとなった。これは、曲線走行性能の向上手段として独立回転車輪を用いる、という従来の発想から脱却し、超高速走行時の安定性を高める手段の一つとして、独立回転車輪の応用を図ったものであった。
また、同じ時期にヨーロッパではLRTの低床化の手段として、つまり左右の車輪間を結ぶ車軸を省略することで通路床面高さの引き下げを実現すべく、独立回転車輪の採用が始まった。この目的での独立回転車輪の利用は1990年代以降完全に定着し、一般化している。
こうして応用的展開の研究が進む一方で、肝心の曲線通過特性の改善策としての独立回転車輪の開発も、この時期には再び盛んになった。
回転する駆動装置を持たないリニアモーターを動力源とし、また極端な急曲線と小直径車輪の組み合わせで使用される、いわゆるミニ地下鉄においては、台車の曲線通過性能の向上は緊喫の課題であった。
実際の量産車においては後述するように自己操舵台車が一般化したが、その研究開発の過程で急曲線通過特性の改善と騒音の減少を目指し、粉体クラッチによる独立回転車輪機構を組み込んだ輪軸が試用されたのである。
この輪軸は、高速回転する場合にはその遠心力によってクラッチが働き、車輪と車軸がロックされて左右の車輪が同じ回転数で同期回転するが、車輪の踏面勾配では回転数の差を吸収できないほどの急曲線を走行する低速時には、遠心力の低下でクラッチが切れて独立回転車輪となる、という性質を備えている。
この輪軸もまた実用化には至っていないが、駆動系が輪軸に依存しないリニアモーター方式の場合、ディファレンシャルギアによる差動機構も不要であるためその採用に当たっての技術的なハードルは一般の鉄道車両に比較して低く、1990年代以降も研究が続いている。
このように技術的なハードルの高さなどから独立回転車輪方式が限られた分野でのみ実用化される一方で、自己操舵台車は比較的古くから実用に供されていたことで知られている。
自己操舵台車の発端は、ボギー台車と同様、蒸気機関車の先台車にあった。
蒸気機関車を高速で円滑に曲線を通過させるための案内装置として実用化された先台車では、高速安定性などの点で有利とされた2軸先台車とは別に、クラウス・ヘルムホルツ式、ツァラ式など1軸の先輪と第1動輪をリンクなどで結合しその位置関係を機械的に変化させることで、転向性能の点で不利だがコスト面や全長短縮の点では有利な1軸先台車において曲線通過時の動輪のフランジ摩耗を軽減する機構が19世紀から実用に供されていた。
ボギー台車の導入前の一時期、次第に大型化する路面電車やインターアーバンにおいて、2軸のまま長軸距・大型車体を実現する必要に迫られた車両メーカーが、こうした機構を2軸単台車に援用することに思い至ったのは、ごく自然な展開であった。世界最大の機関車メーカーとして知られたボールドウィン・ロコモティブ・ワークスがラジアル台車と呼んで製品化したこの機構は、2つの輪軸の左右それぞれの軸箱をX字状にクロスアンカー・リンクで結合し、曲線区間で2つの輪軸の位置関係を平行だけでなく自由にハの字、あるいは逆ハの字に変化できるようにしたものであった。もっともこの種の台車では、車軸の位置関係がハの字あるいは逆ハの字に変化すると言ってもその変化量はごく僅かで、軸箱と台車枠の間の支持機構の複雑さの割に得られるメリットは少なく、むしろ高速走行時の直進安定性に重要な車軸の前後支持剛性が著しく低下するため1軸蛇行動を抑制できず、比較的低速度でも直進安定性が阻害されて乗り心地が著しく悪化する、という問題を抱えていた。そのため、例えば日本でラジアル台車を導入した事業者はその多くが複雑な軸箱支持部の摺動部品の保守に辟易し、また直進安定性の悪さに悩んだ末に曲線通過性能の著しい低下を承知でラジアル機構をロックして通常の2軸単台車相当として使用し、さらに以後の増備を一般的な2軸ボギー台車装着車に切り替えており、他国でもおおむね同様の傾向を示した。
こうして一度は技術発達の本流から外れた自己操舵台車であるが、この機構が急曲線通過におけるアタック角の減少による軌条横圧やフランジ摩耗、それにきしり音の低減に大きな効果を持つことには変わりはなかった。
そのため、1970年代に入り南アフリカのハーバート・シッフェル（Herbert Scheffel）によって急曲線区間での使用を目的とするシッフェル式台車として、ラジアル台車のメカニズムをほぼそのまま2軸ボギー台車に適用した台車が開発された。もっとも、これは同じ原理に基づくラジアル台車が抱えていた、軸箱の前後支持剛性の低さ故の直進安定性の悪さをそのまま継承しており、高速運転に適するものではなかった。このため、この種のクロスアンカーリンクを使用した自己操舵台車は、その歴史の古さの割に広く普及するには至っていない。

## バリアフリーへの対応
Brill 76E・77Eのレベルで、つまり20世紀初頭の技術水準のままで長らく留まっていた日本の路面電車の低床化への取り組みであるが、それを改善しようという動きが最初に具体化したのは、1955年のことであった。
この年、東急車輛製造が親会社である東京急行電鉄の玉川線用として設計した、画期的な超軽量構造の新型車であるデハ200形で、最小時510 mm径の超小型車輪を使用するTS-302・501が採用され、これにより従来の一般的な低床車よりも50 mmから60 mm程度低い、床面高590 mmを実現したのである。
この車両自体は技術的な未成熟や運用面の不都合などから、決して成功作とはいえない存在であるが、当時日本へ紹介が始まったばかりの最新技術をどん欲に取り込んだその設計は、将来の超低床電車に多大なサジェスチョンを与えうる非常に斬新なものであった。
だが、このデハ200形が製造された1950年代後半以降、日本の路面電車は急速にモータリゼーションの渦の中に飲み込まれ、画期的な低床車の開発を行うばかりか、通常構造の新造車を投入することさえ困難な状況へと追い込まれていった。このため、以後の日本の路面電車でのバリアフリー施策は、東京都交通局荒川線で1977年に実施されたホーム高さ引き上げによる対応が目立つ程度で、1997年の外国技術の導入による熊本市交通局9700形電車の竣工まで、超低床化に対する取り組みはほとんどなされないまま、実に40年以上もの長期にわたってそのまま推移する結果となった。
1997年に熊本市が導入したのはドイツのアドトランツ（ダイムラー・クライスラーレールシステムズ、現: ボンバルディア・トランスポーテーション）社がその前身であるMAN社およびキーペ社時代（1993年）に開発した、俗にブレーメン形と呼ばれる100 %低床車で、これは左右の車輪間をつなぐ車軸を廃して独立回転車輪とし、主電動機を車体装架として左右の座席下に押し込んでそこからユニバーサルジョイントを組み込んだプロペラシャフトで車輪直結の駆動装置に動力を伝達することで通路部分の100 %低床化を実現するものである。
ヨーロッパでの低床化への取り組みは、近代的な意味でのバリアフリー施策との連携という観点では、1984年にジュネーヴ市電が導入した60 %低床車が皮切りであるとされる。
だが、これに必要となる基礎研究はドイツが先行しており、ドイツ公共輸送事業者協会（VDV）がその前身であるVerband offentlicher Verkehrsbetriebe（VOV）時代の1982年に連邦政府の助成金により研究をスタートし、1991年に試作車が完成した「シュタットバーン2000」シリーズは、イタリアやフランスといった各国の車両メーカーにも重要な影響を及ぼし、以後現在に至るまで各国で設計製造されている超低床車技術の基礎となっている。
輸入技術で100 %低床車を導入した日本であったが、遅ればせながら2000年5月に当時の運輸省が呼びかけを行い、これに呼応したメーカー8社が共同で「超低床エルアールブイ台車技術研究組合」を2001年に設立、日本の路面電車に多い、1067 mm軌間線区での使用に適した超低床台車の開発を進め、2004年3月の同組合解散までに3種の試作台車を完成した。
この内、もっとも通常台車に近い構造を備えていたタイプBを基本として、同組合に参加していた近畿車輛（車体）・三菱重工業（台車）・東洋電機製造（電装品）の3社がユーザーである広島電鉄を交えてU3プロジェクトとして実用車の開発に着手し、これは2004年冬に広島電鉄5100形として初号車を完成、翌年3月より就役を開始した。
5100形に採用された台車は前述の通り「超低床エルアールブイ台車技術研究組合」の開発したタイプBを量産化したもので、言わばかつてのモノモーター式2軸駆動台車を左右の車輪それぞれで分離独立させたような駆動システムを特徴とし、付随台車を専用設計とすることで付随車の通路幅は1,120 mmを確保することに成功している。

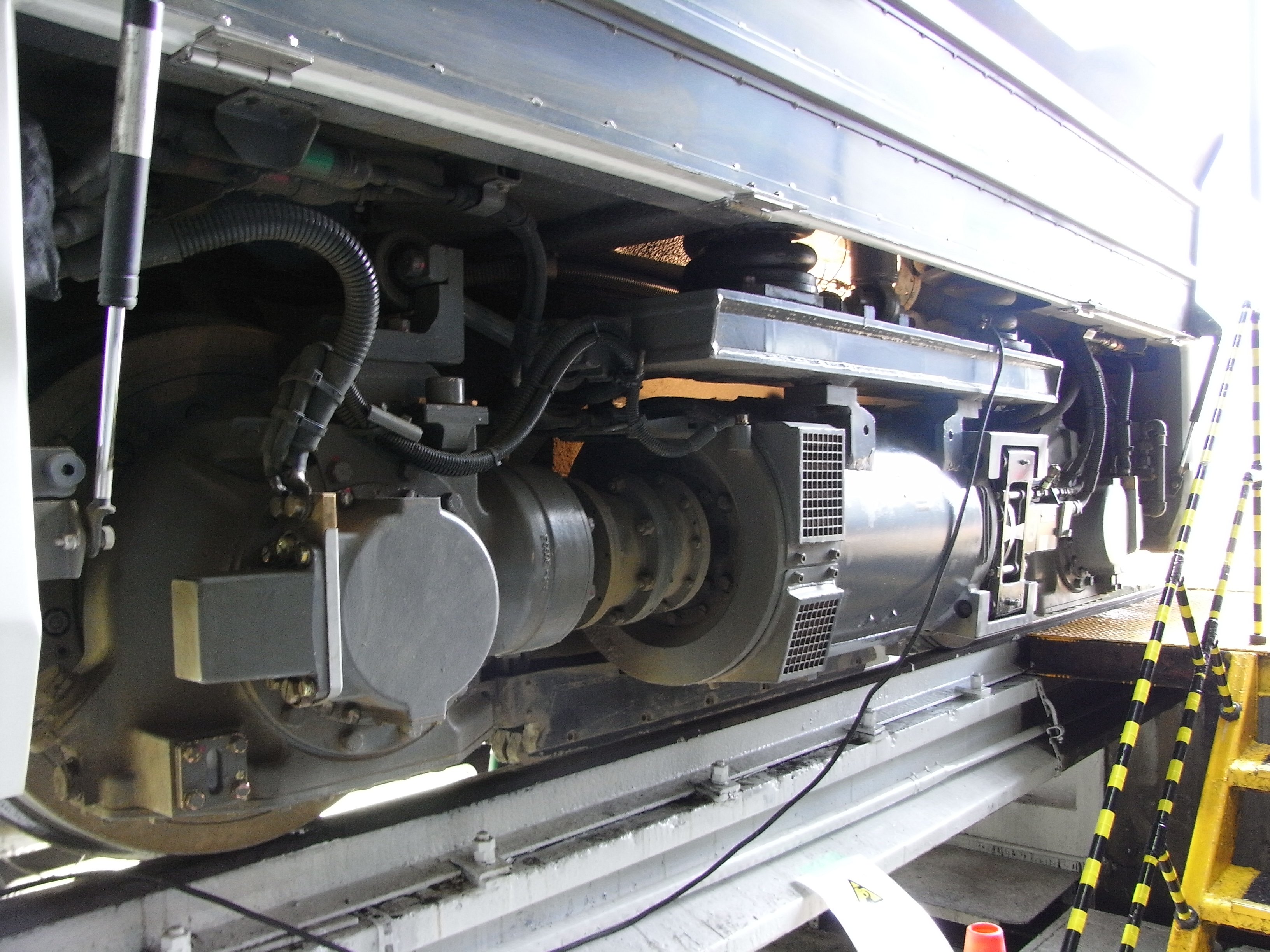
広島電鉄5100形 先頭車台車
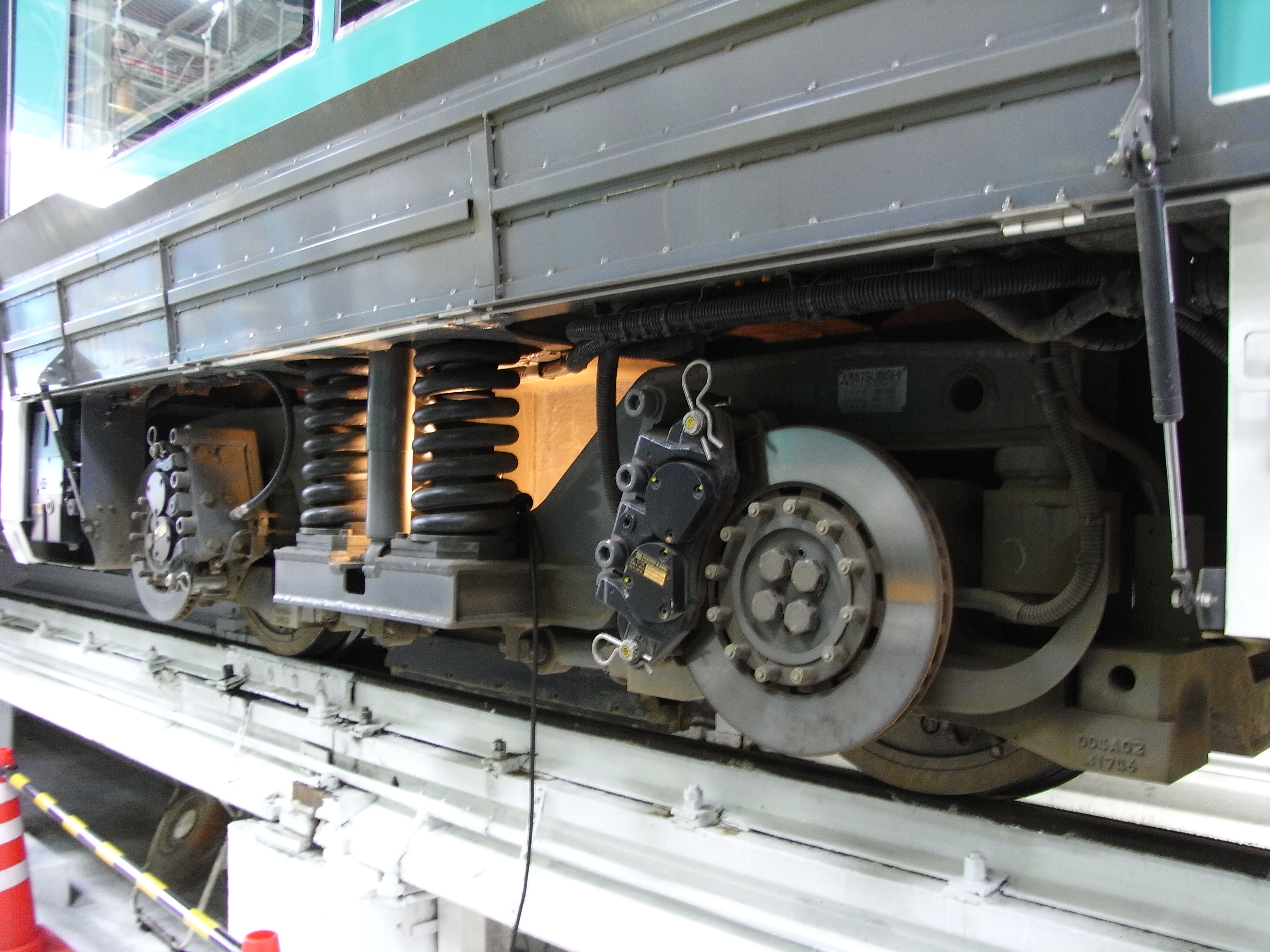
広島電鉄5100形 中間車台車